# Список замків Ірландії

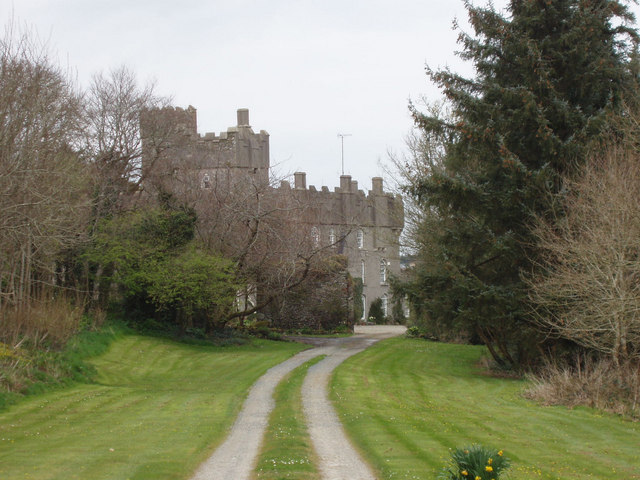
Замок Баргі.

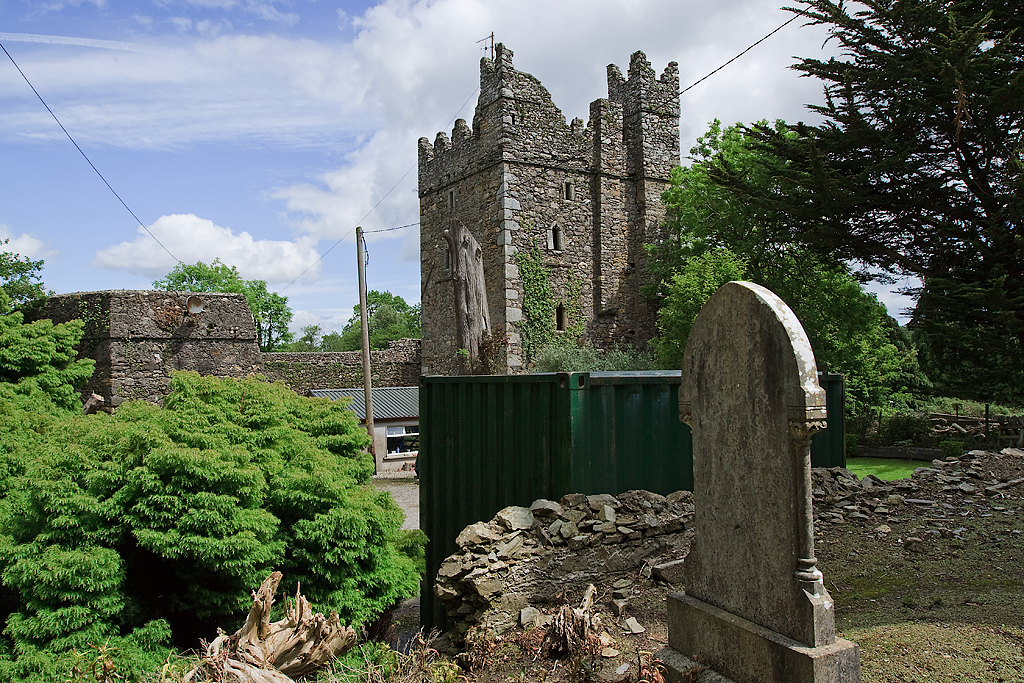
Замок Ратмакні.

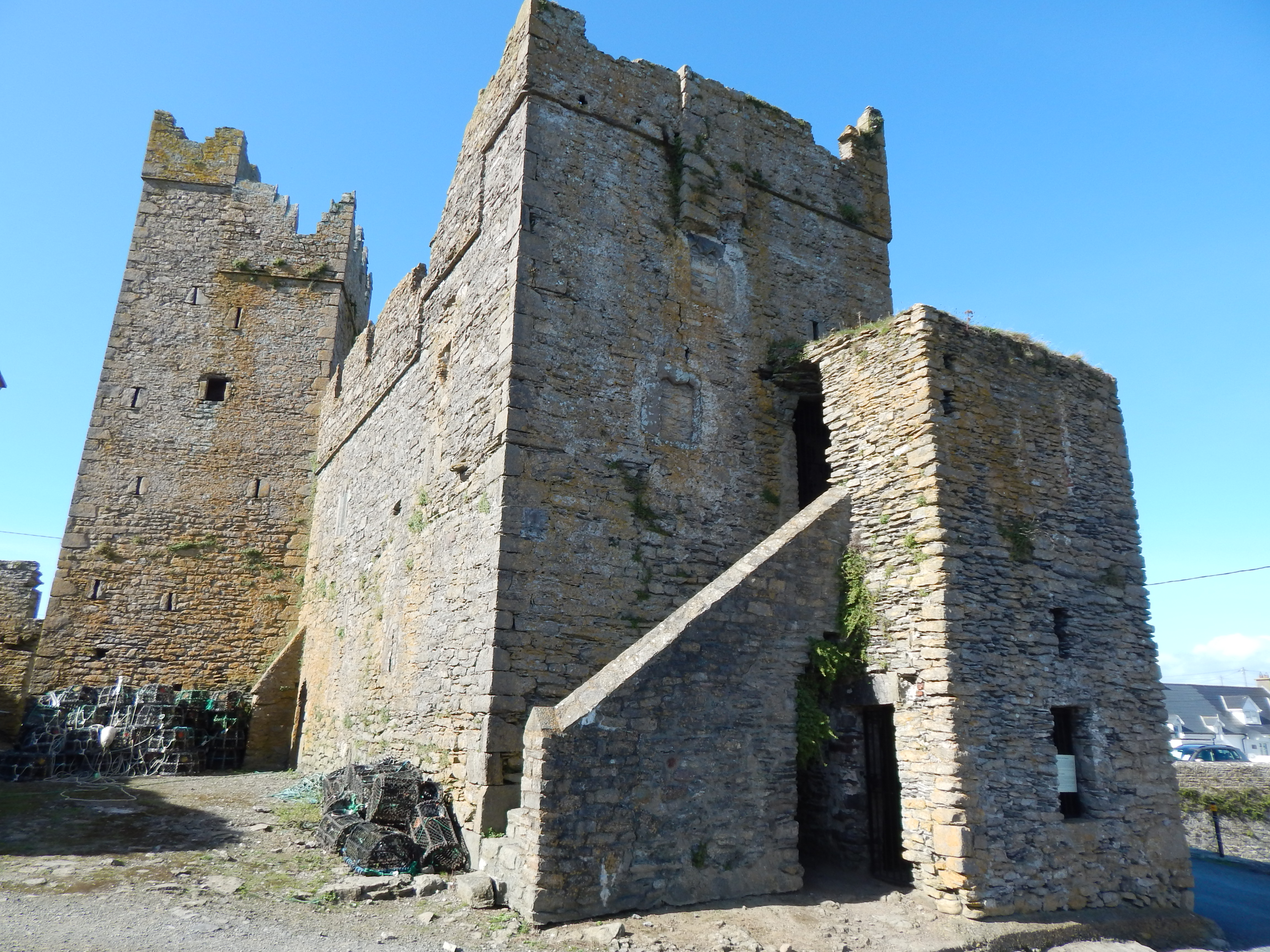
Замок Слейд.

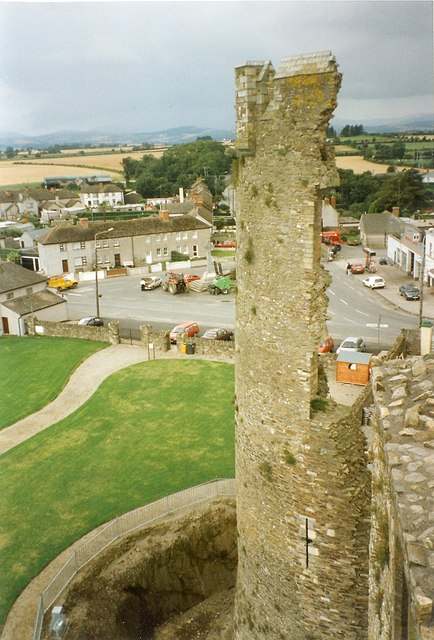
Руїни замку Фернс.

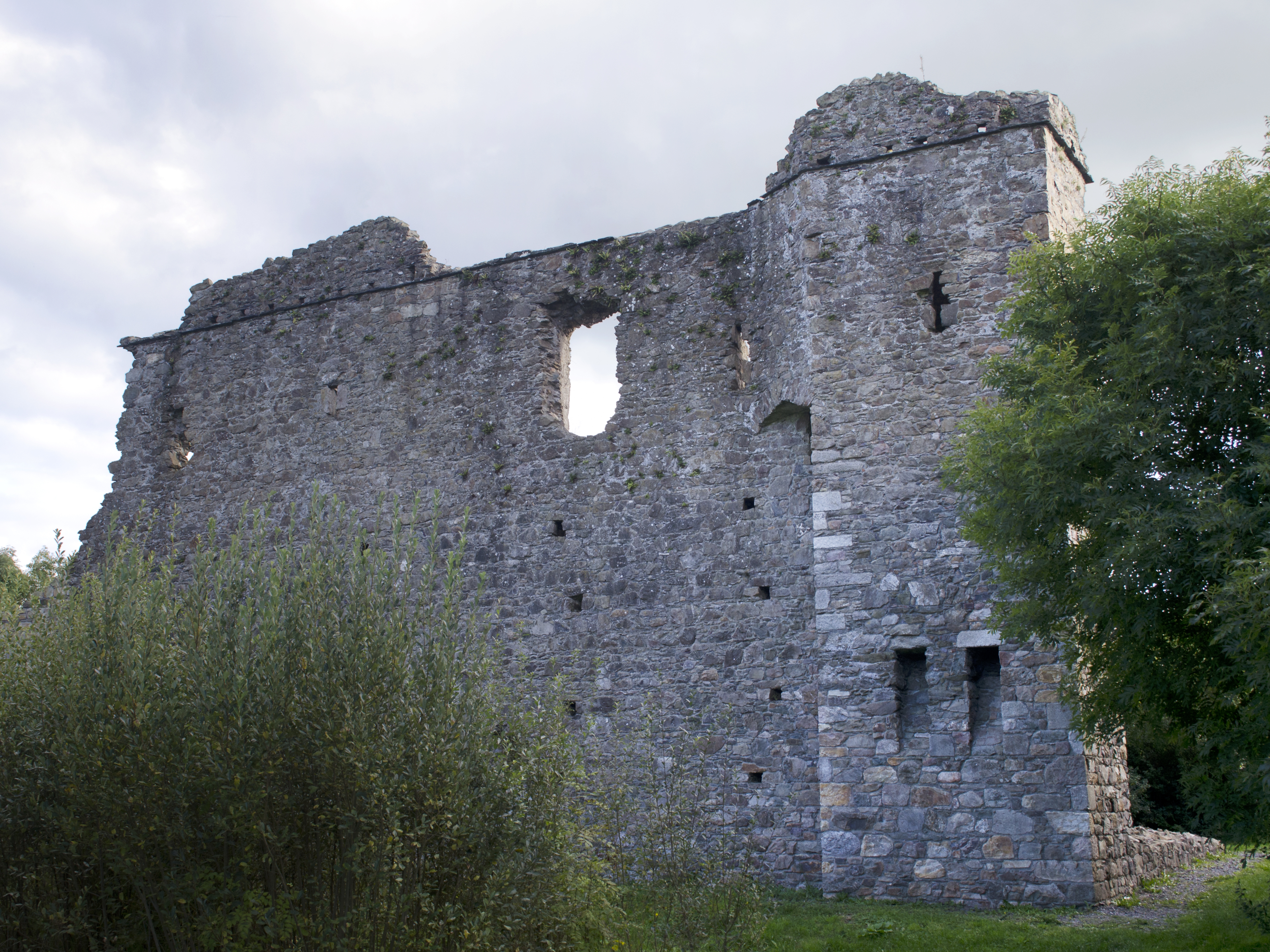
Замок Кіндлстоун.

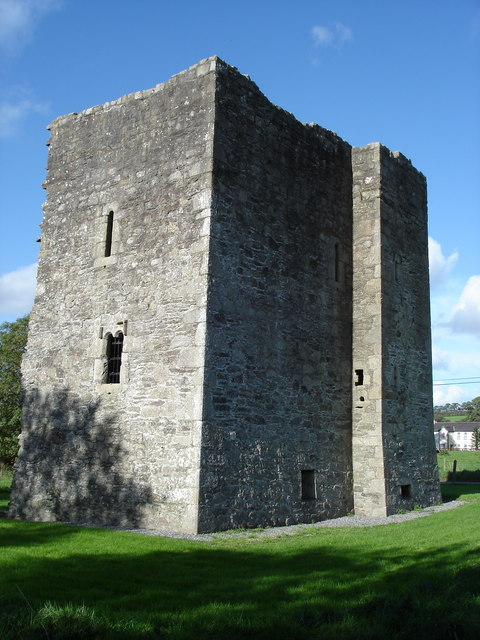
Замок Трікастл.

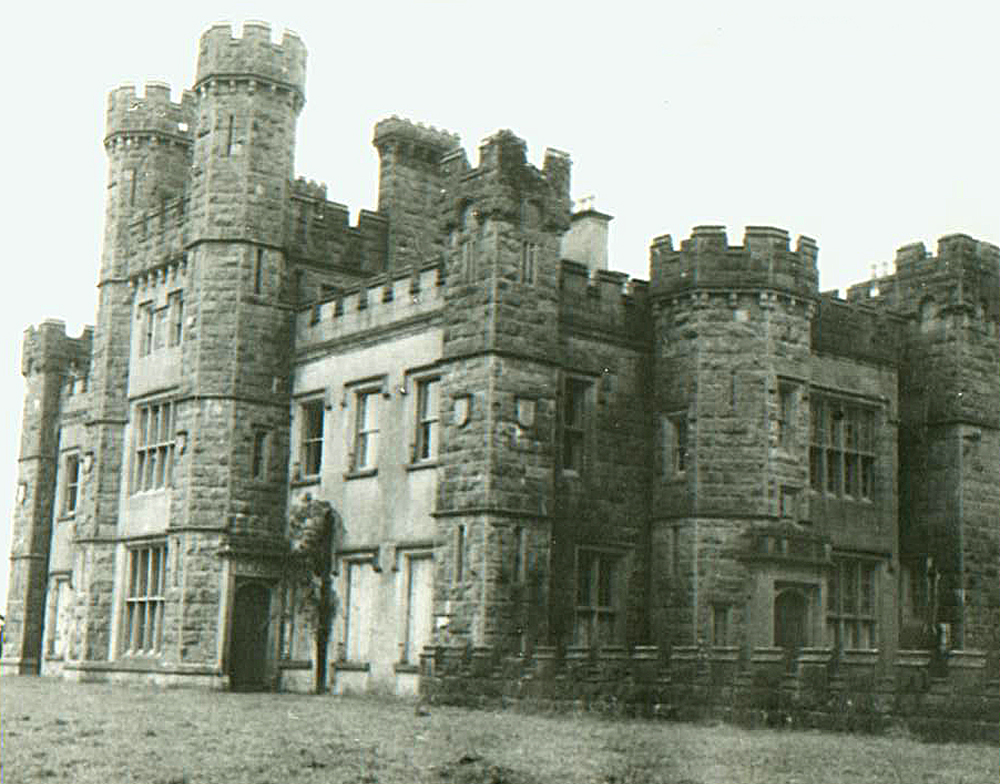
Замок Саундерсон.

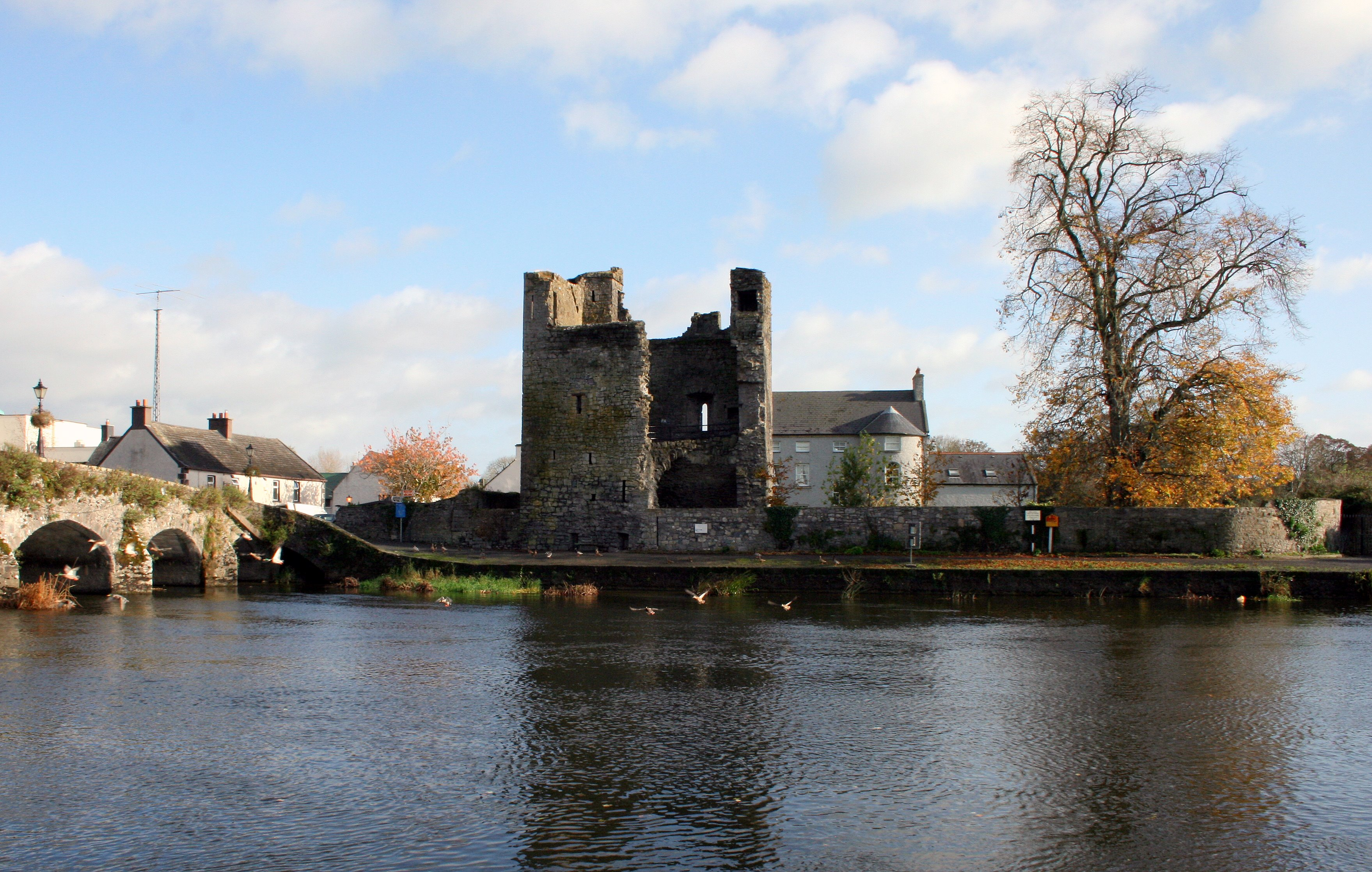
Замок Лейлінбрідж.

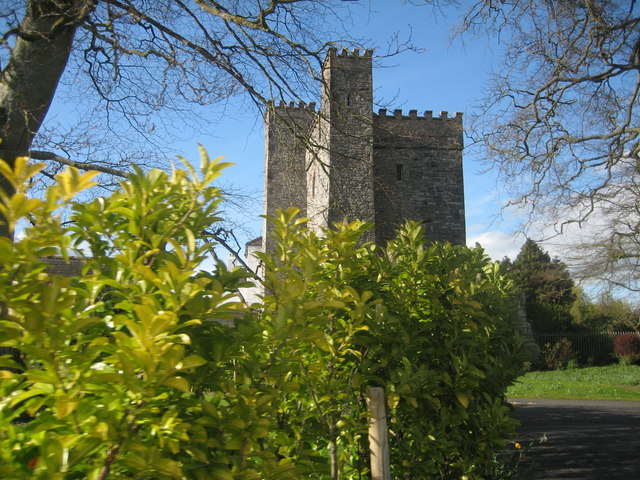
Замок Барберстоун.

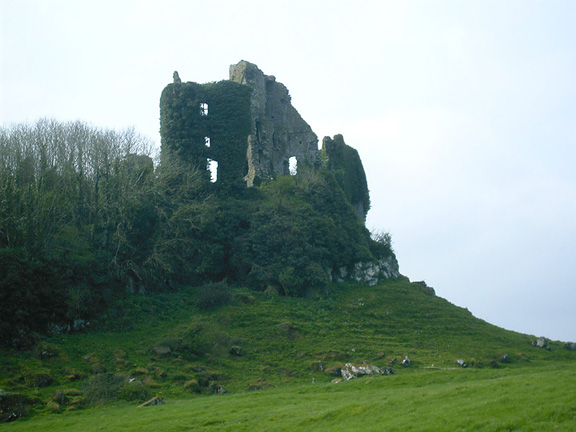
Замок Каррігогуннелл.

Список замків Ірландії
Список замків, розташованих на території Республіки Ірландія в різних графствах. Див. також список замків Північної Ірландії (Сполучене Королівство).

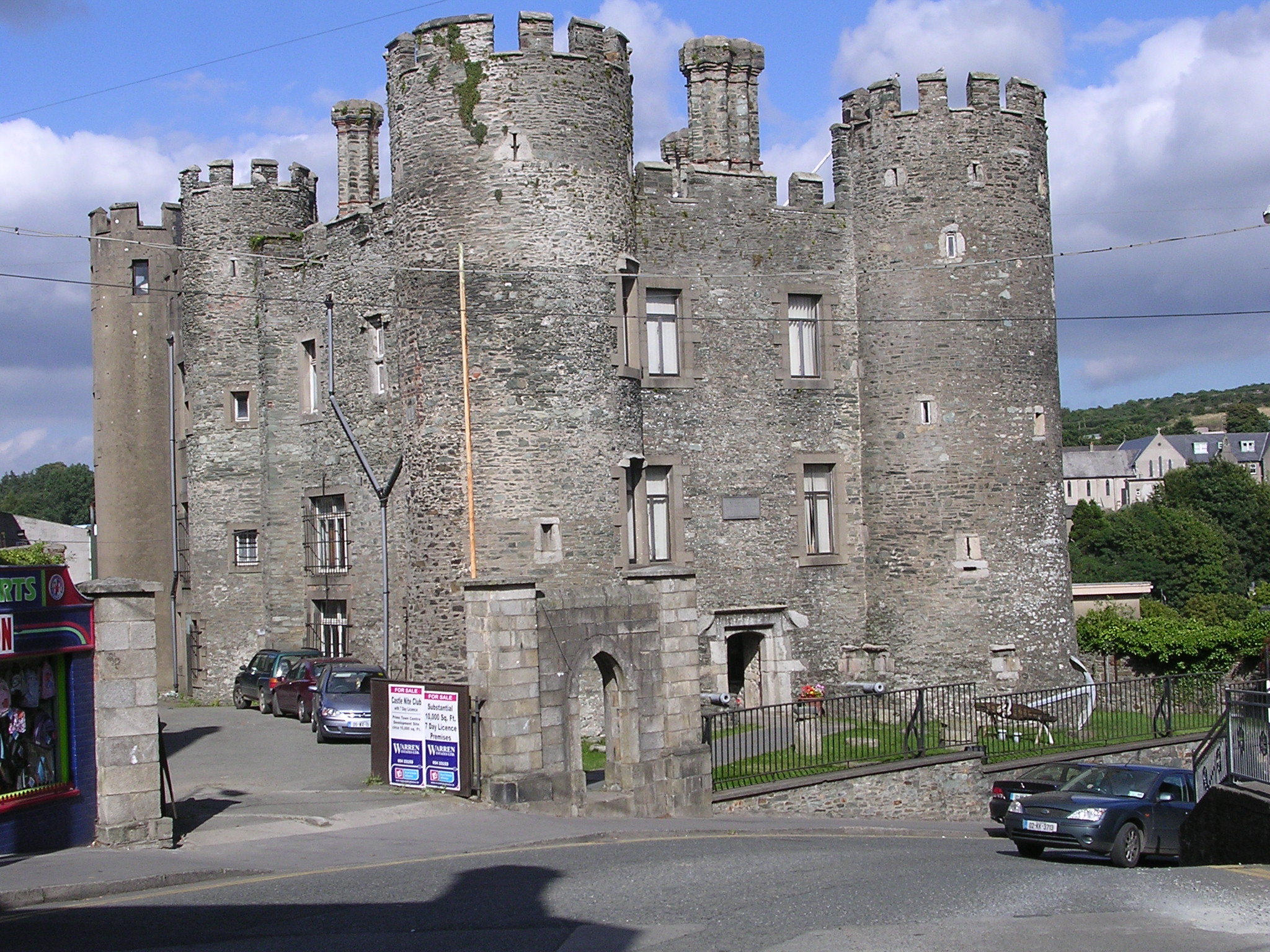
Замок Енніскорті.

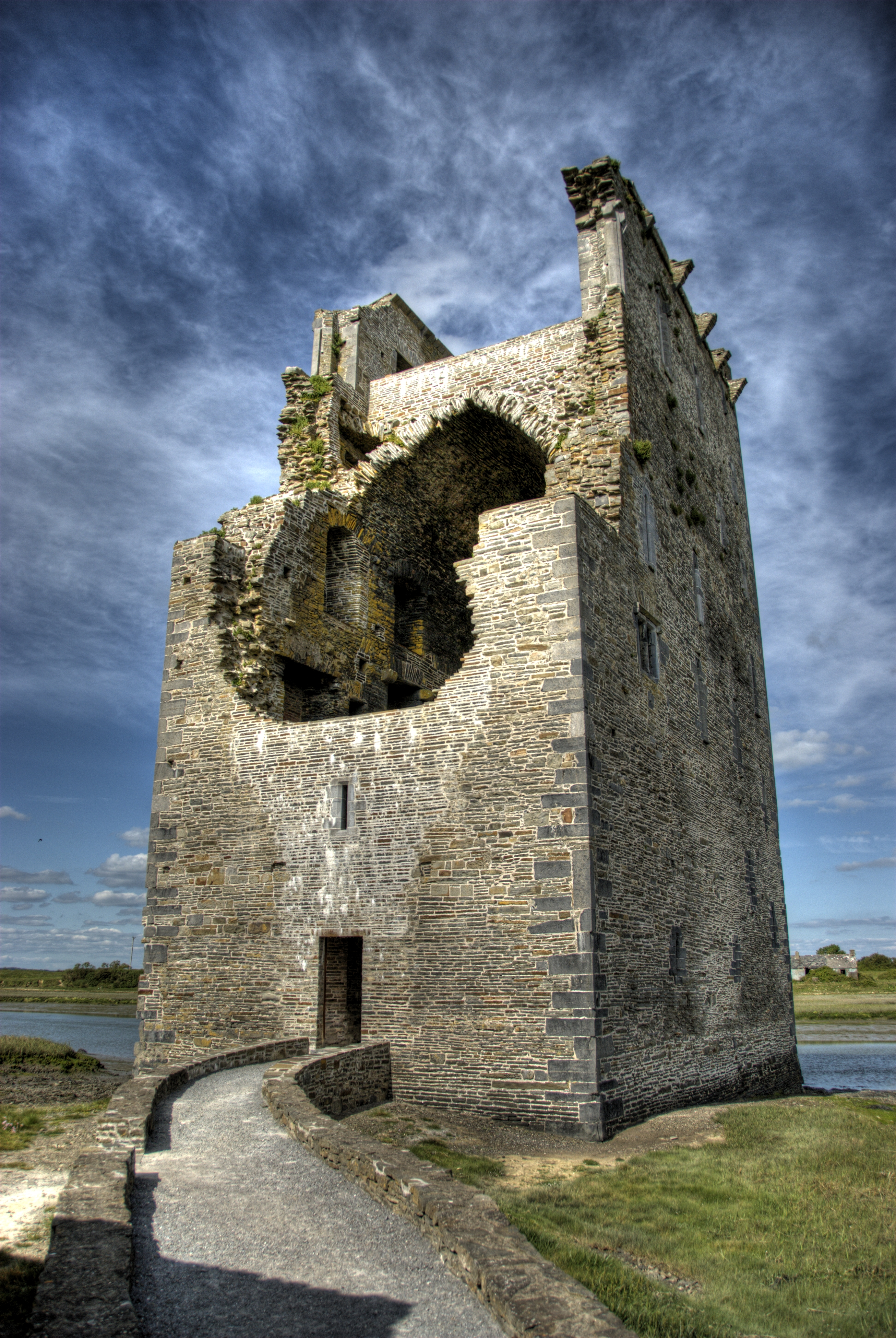
Замок Каррігафойл.

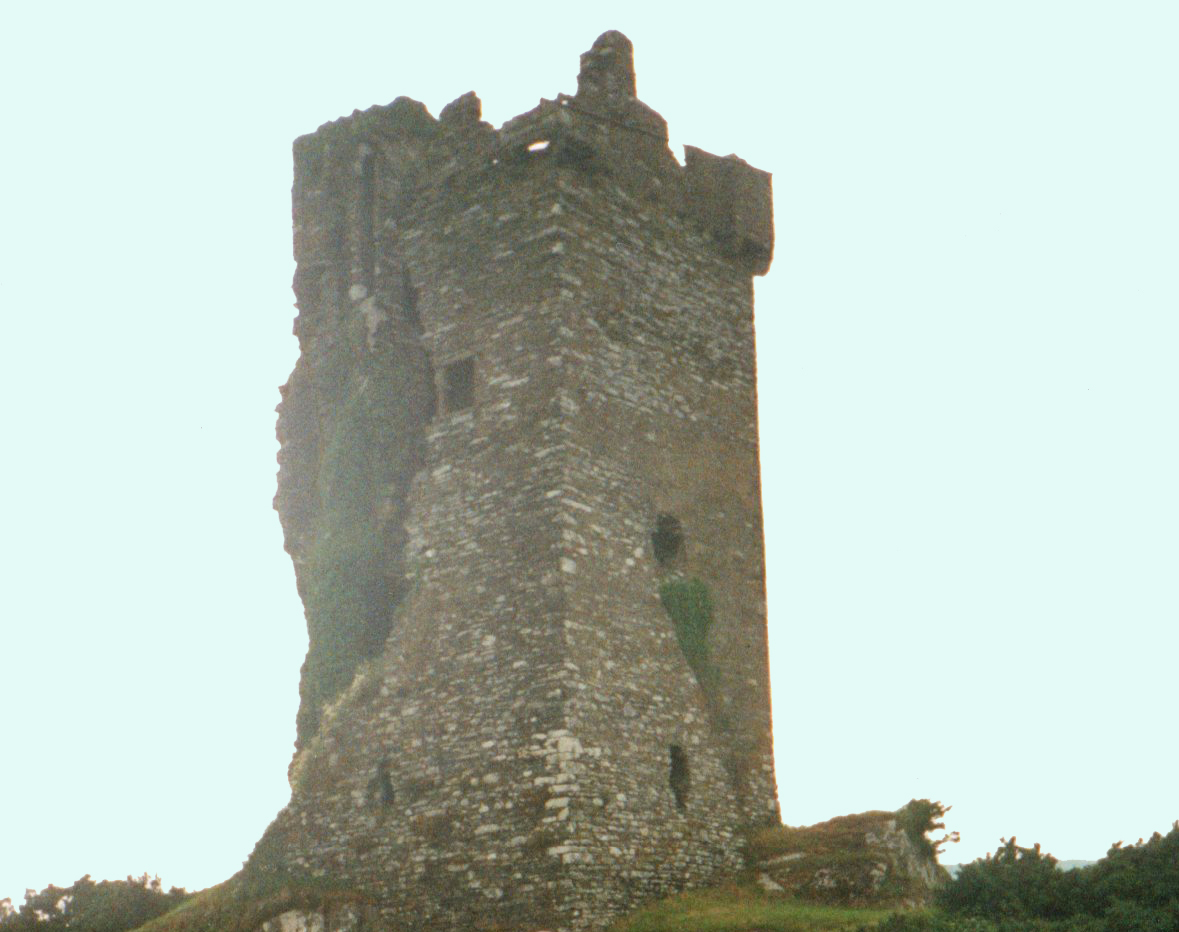
Замок Донован.

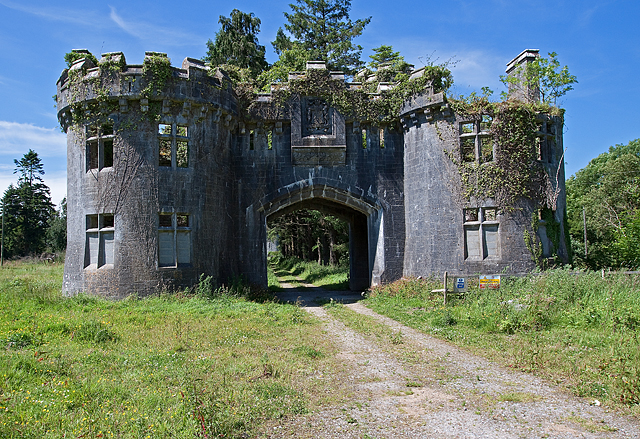
Замок Логорт.

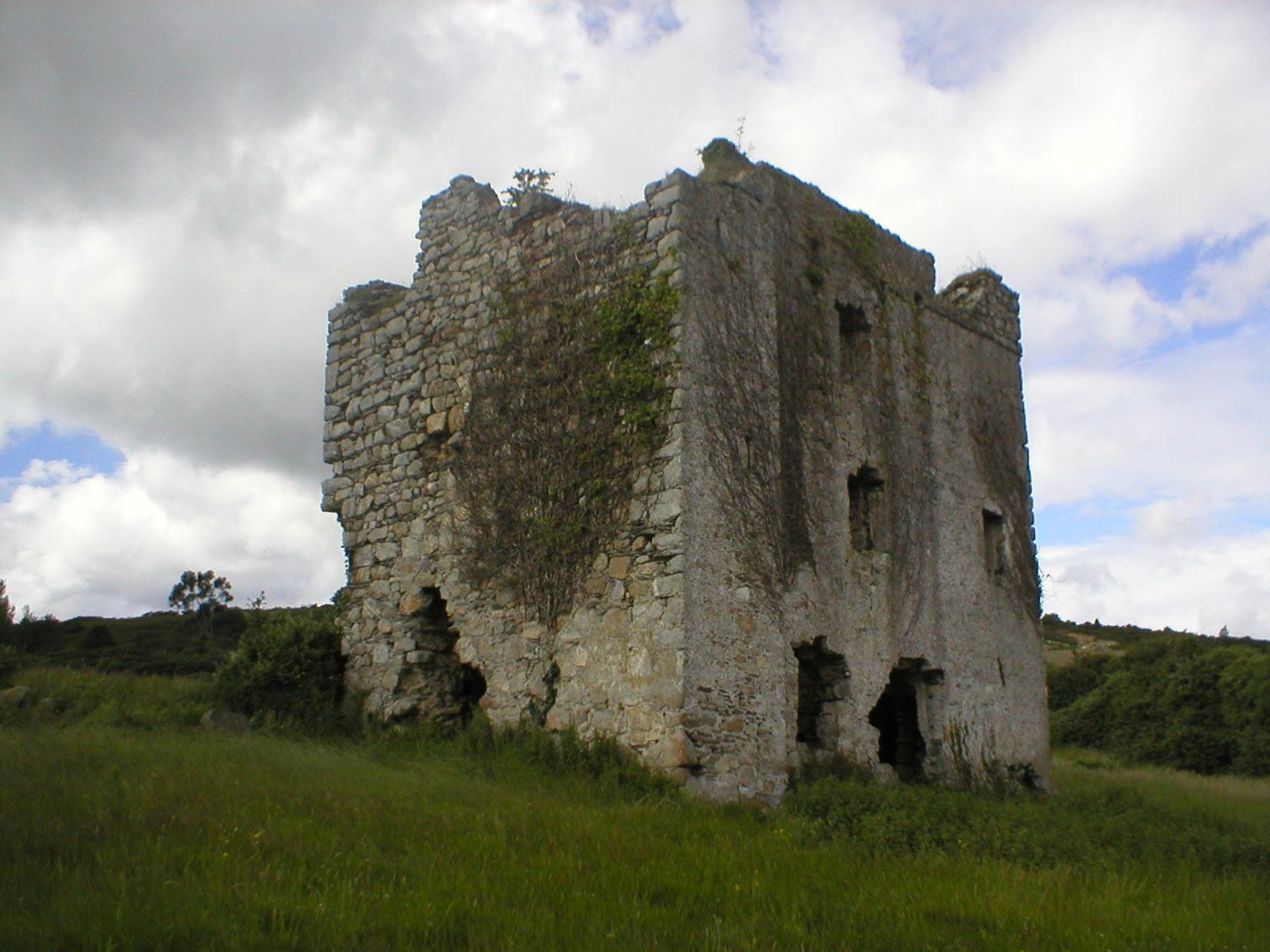
Замок Пакс.

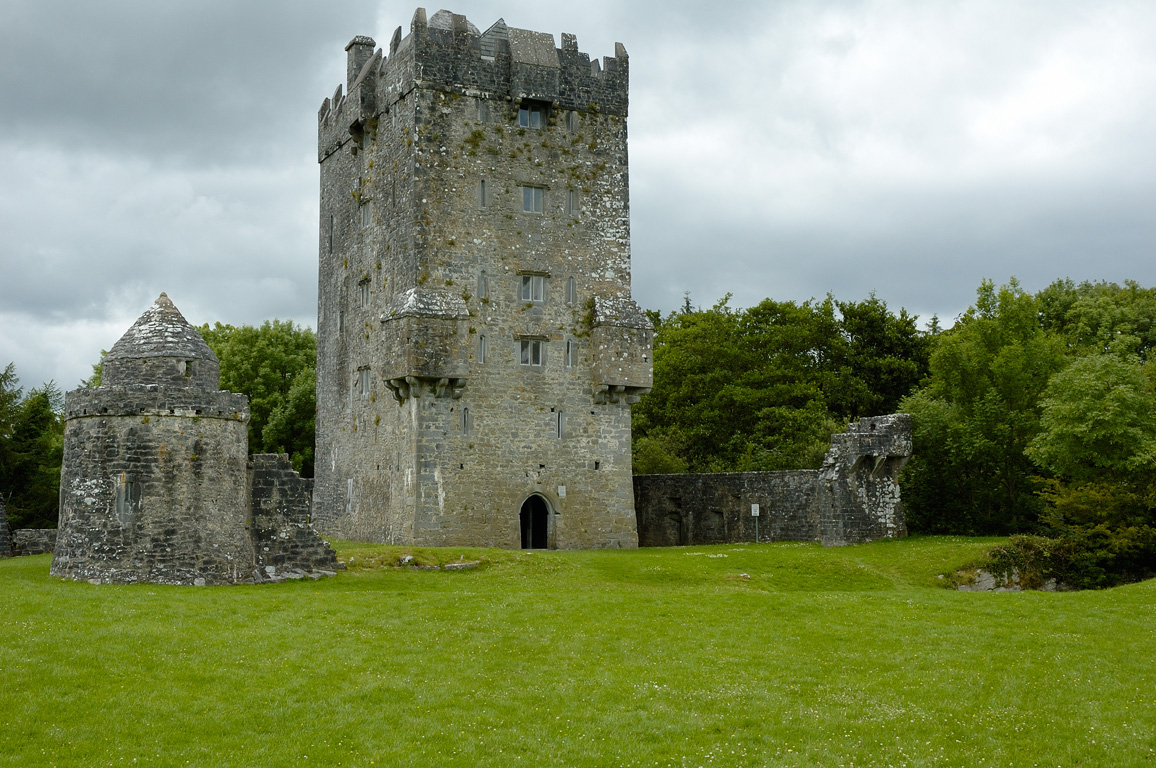
Замок Онанейр.

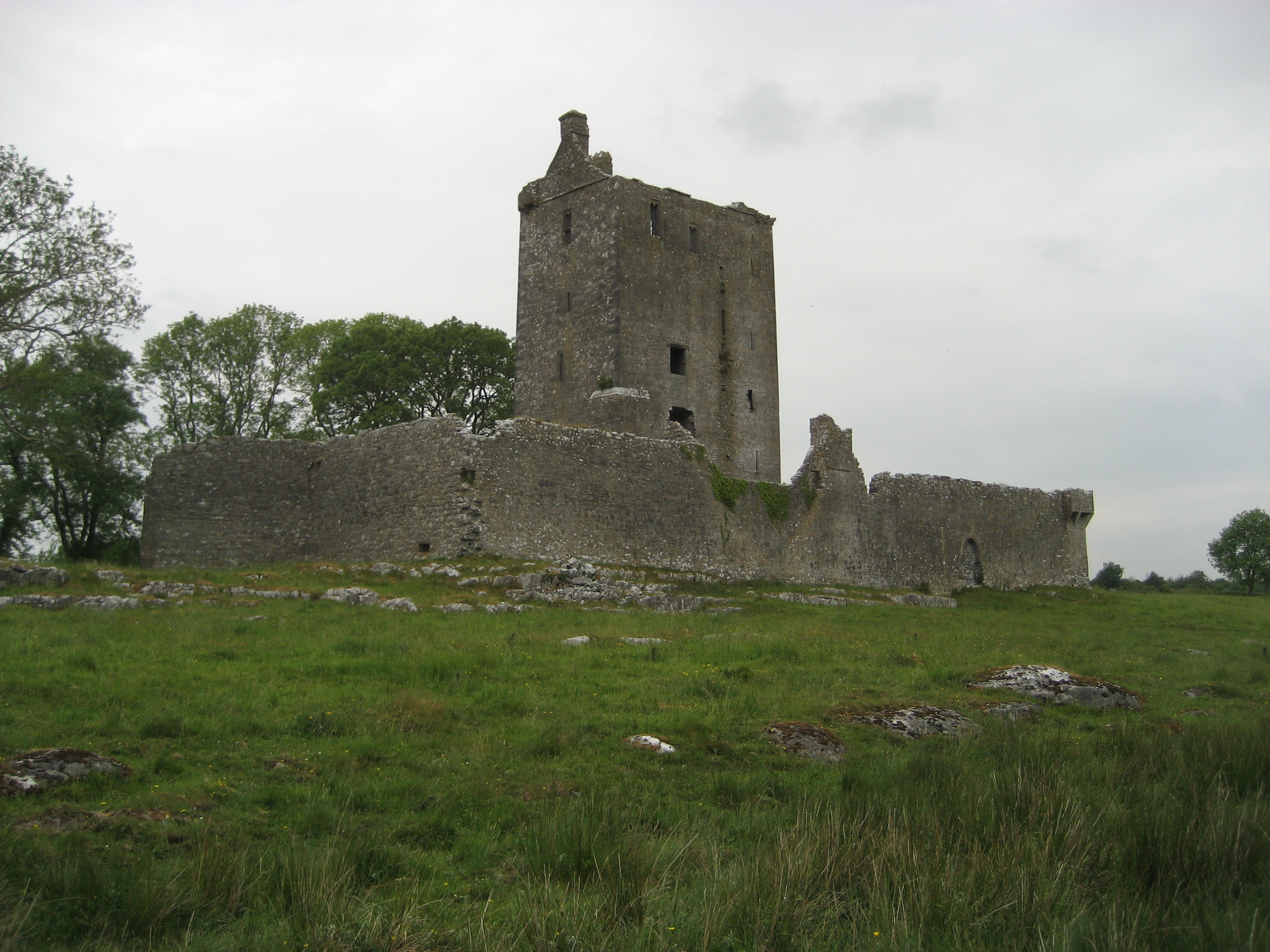
Замок Фіддон.

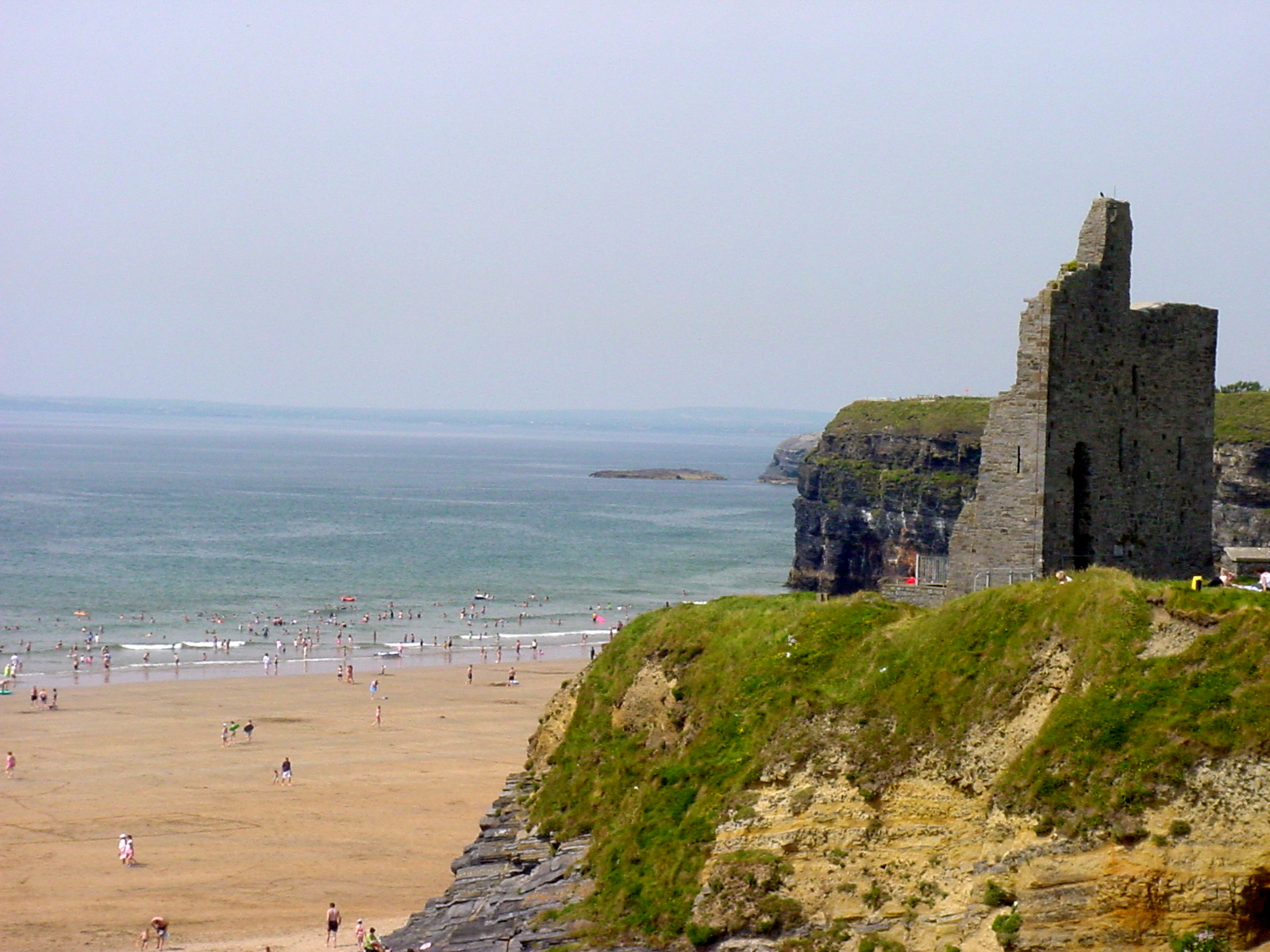
Замок Баллібунніон.

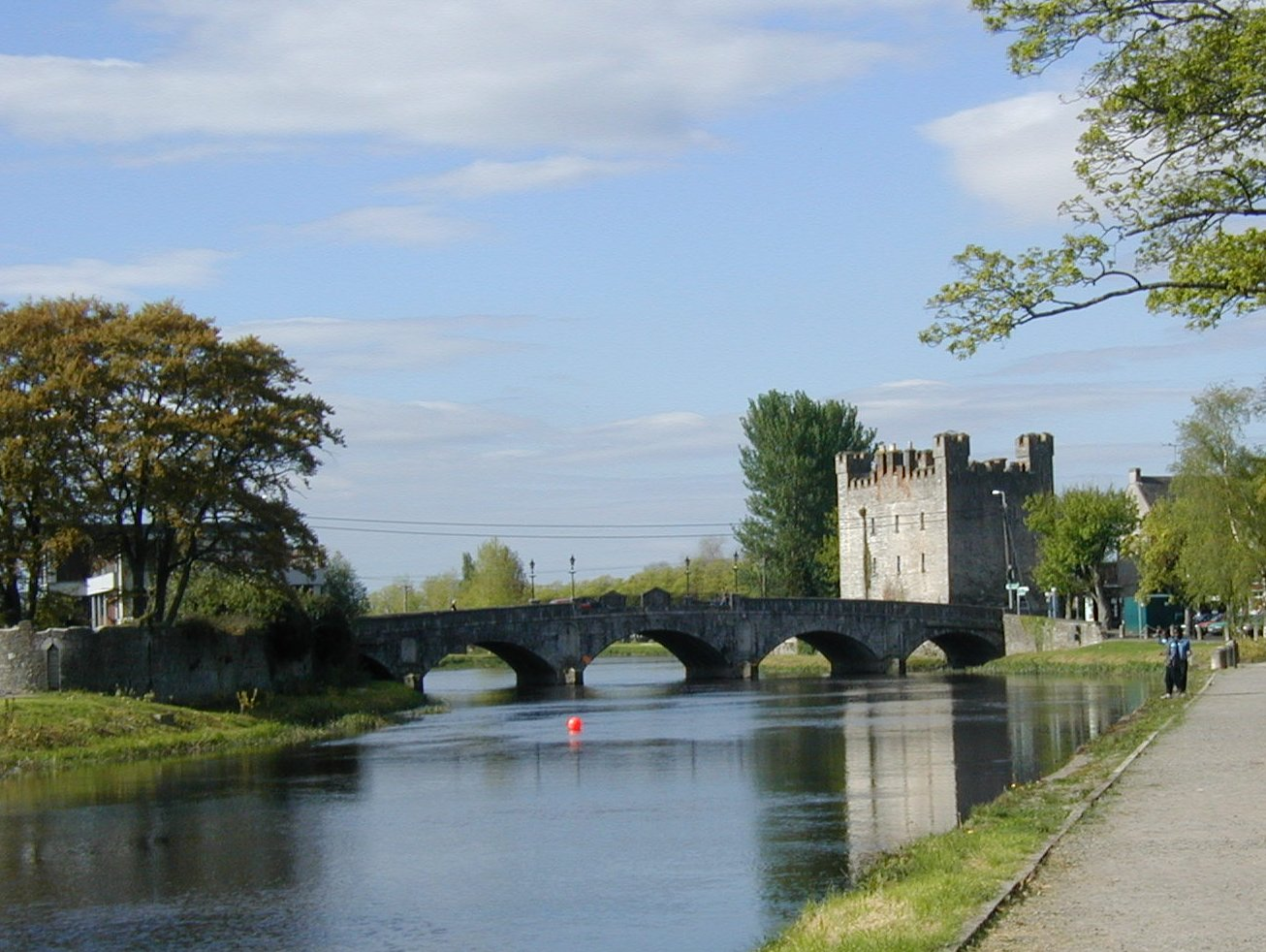
Вид на Білий замок Ахі.

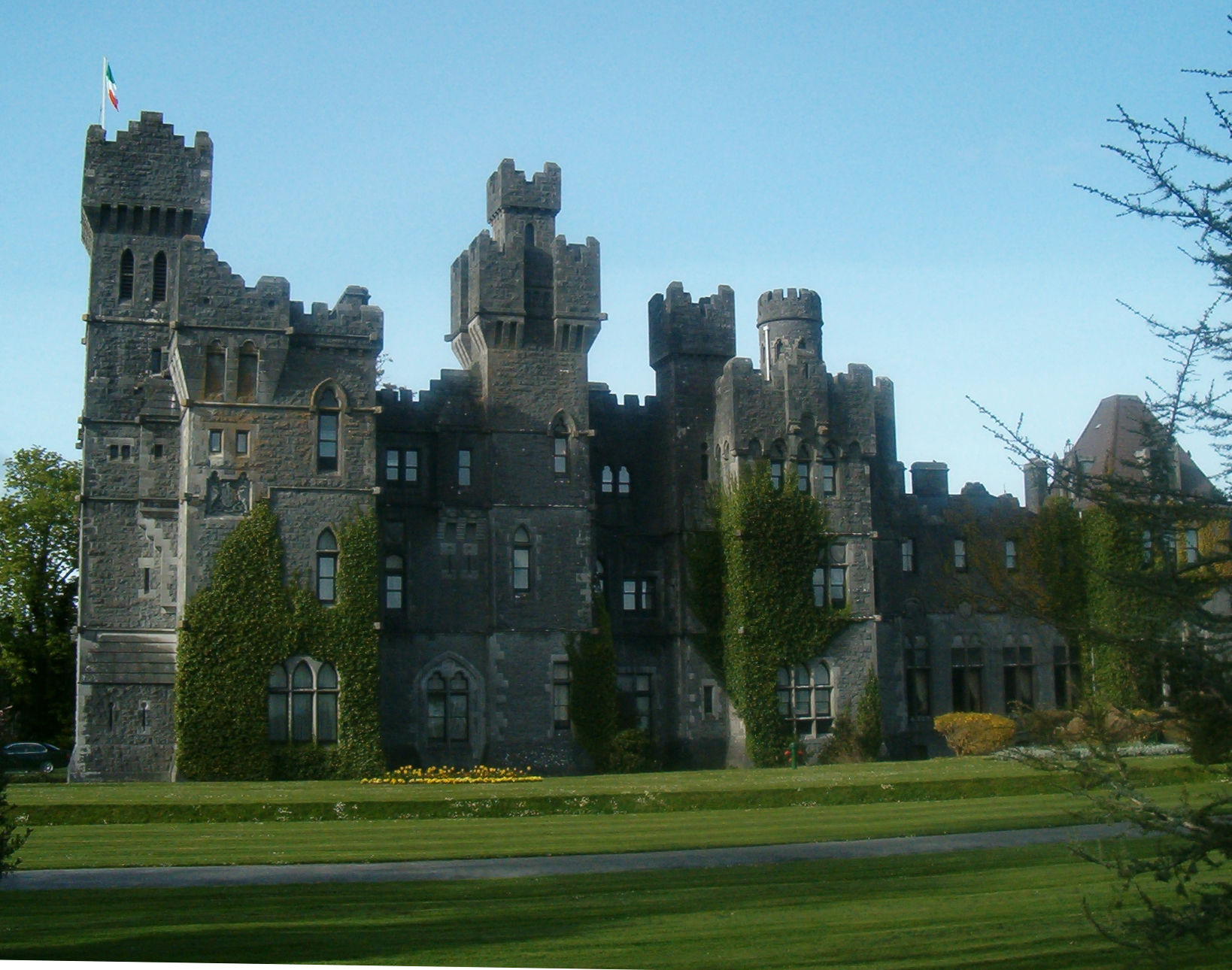
Замок Ешфорд

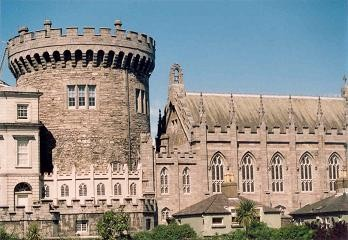
Дублінський замок

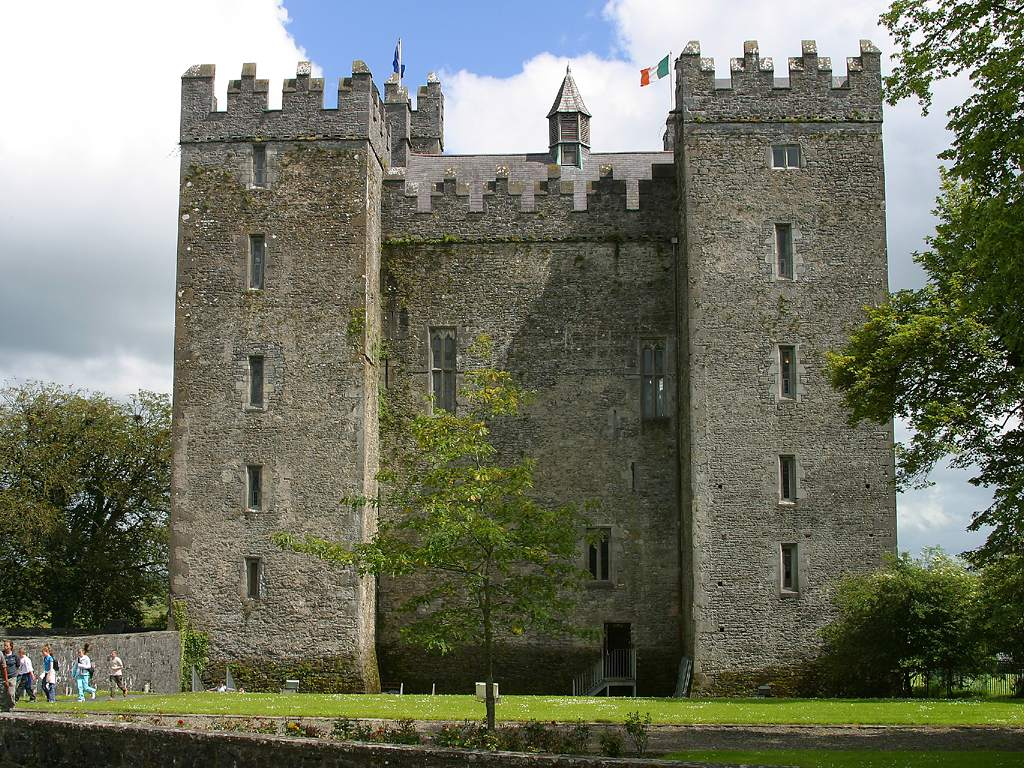
Замок Бунратті

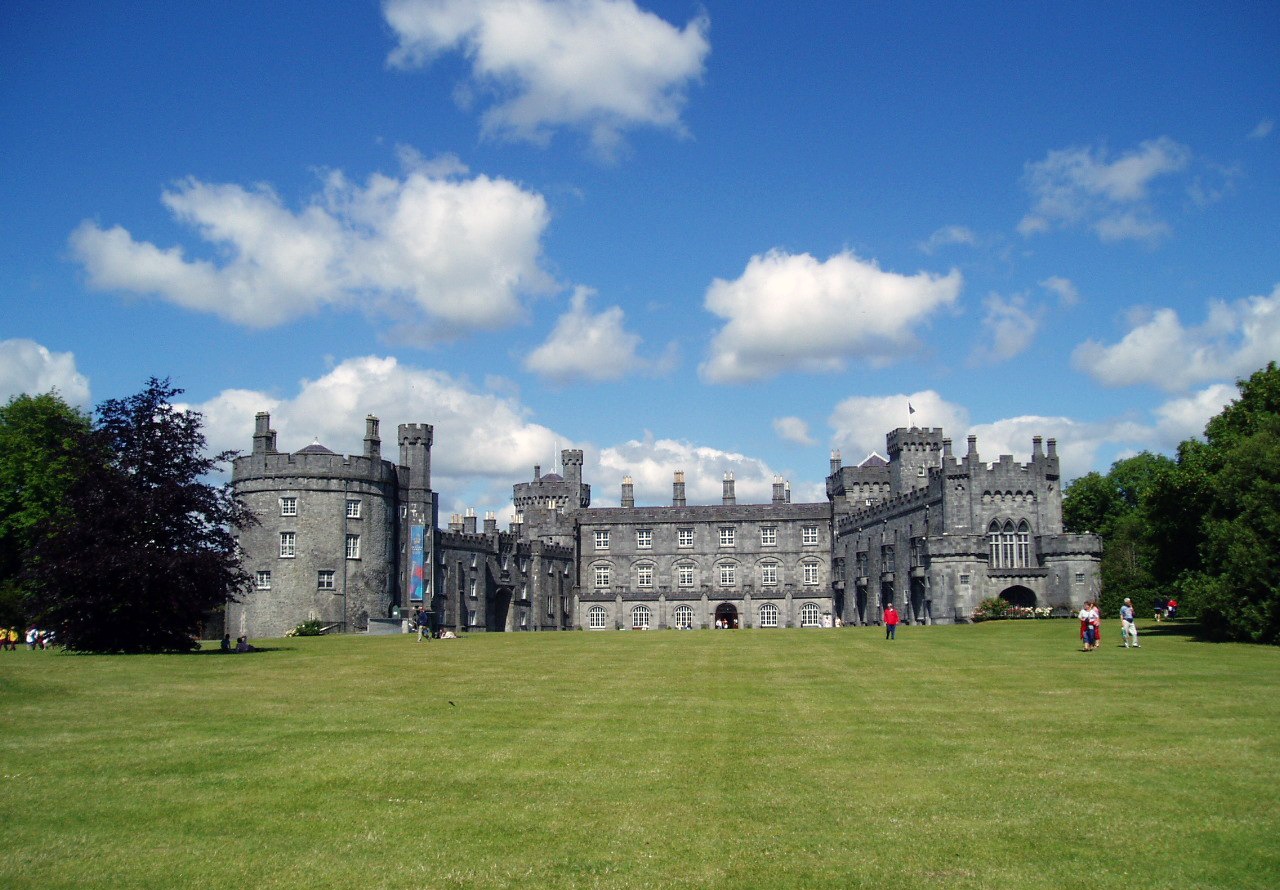
Замок Кілкенні.

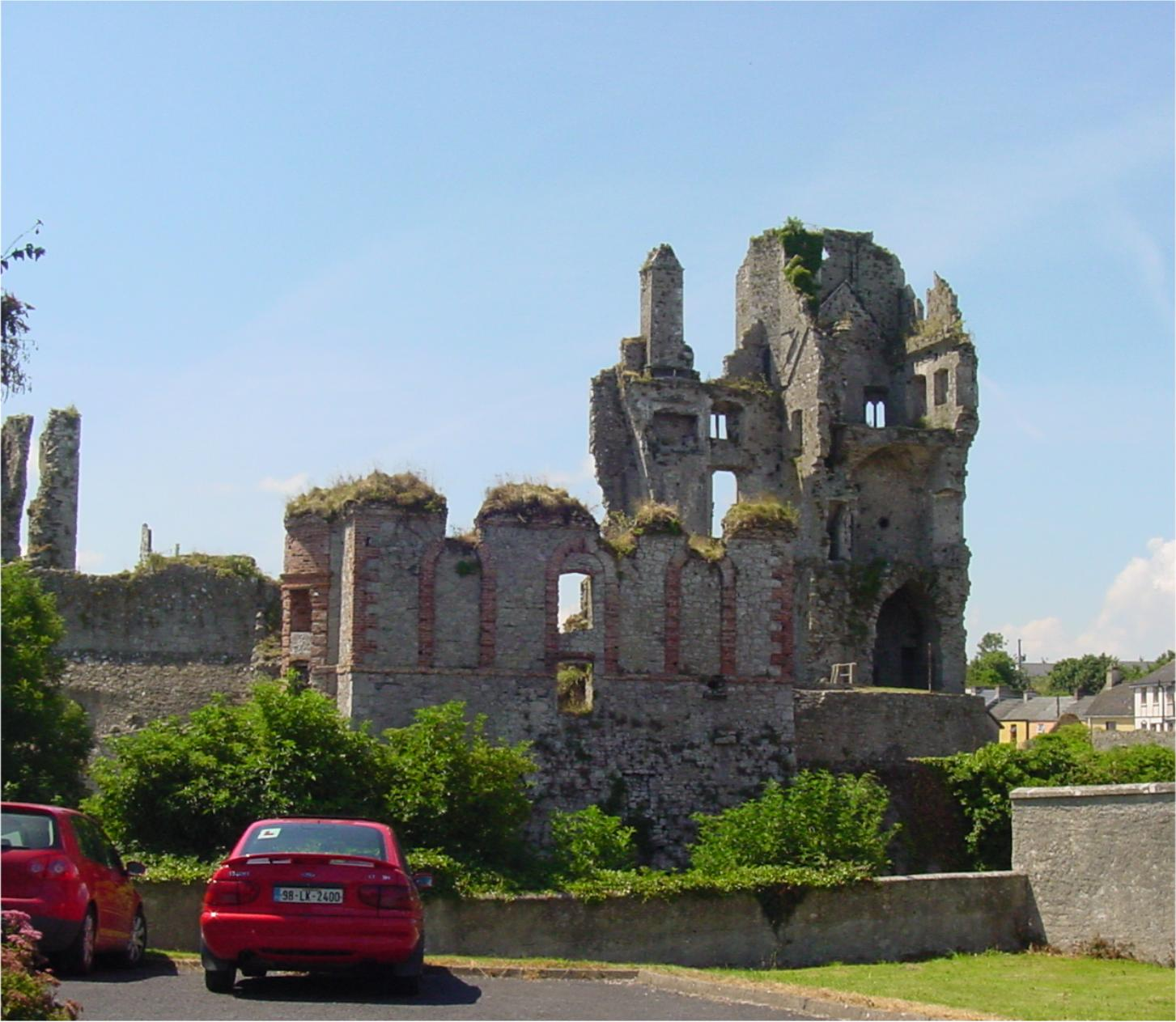
Замок Ешкітон.

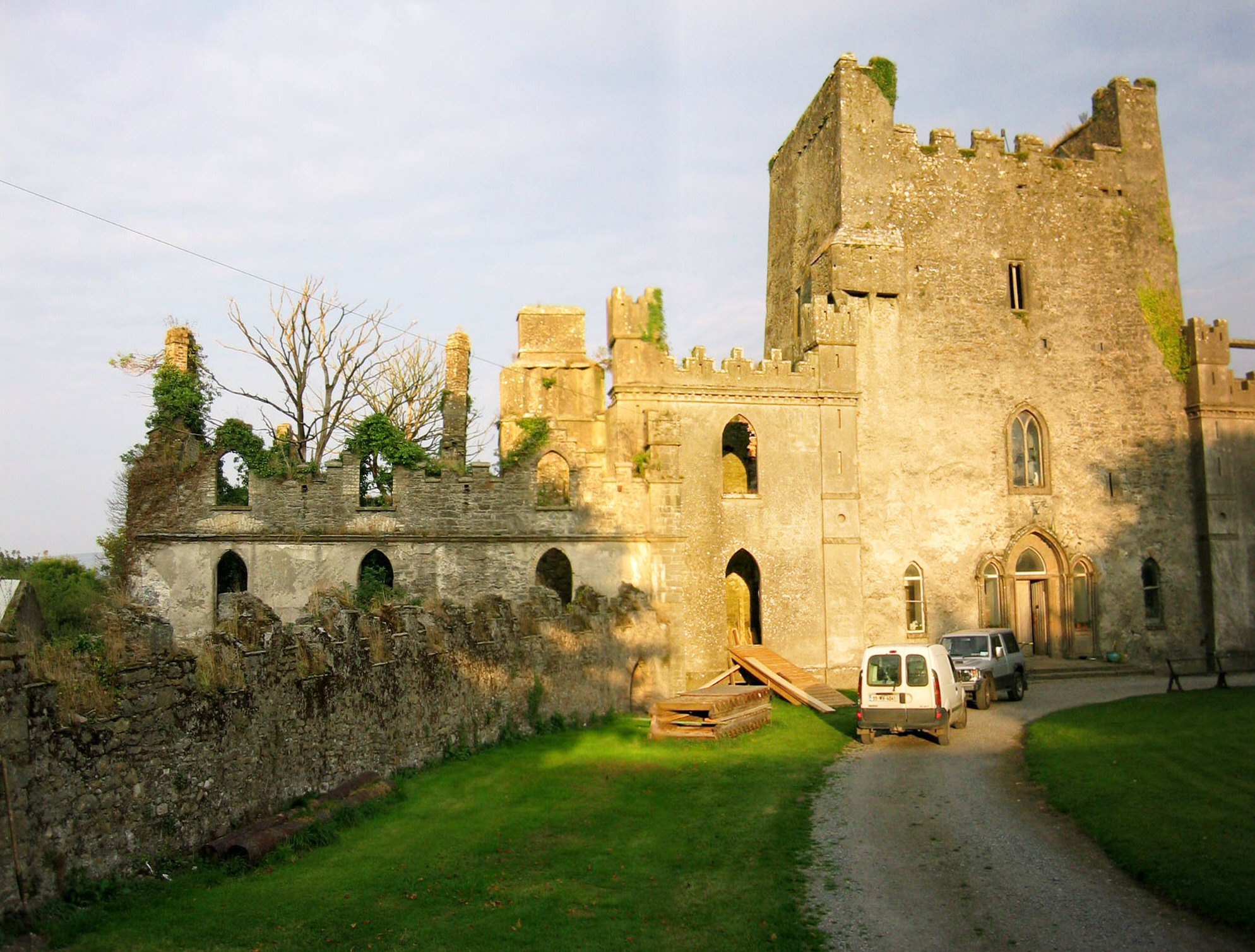
Замок Ліп.

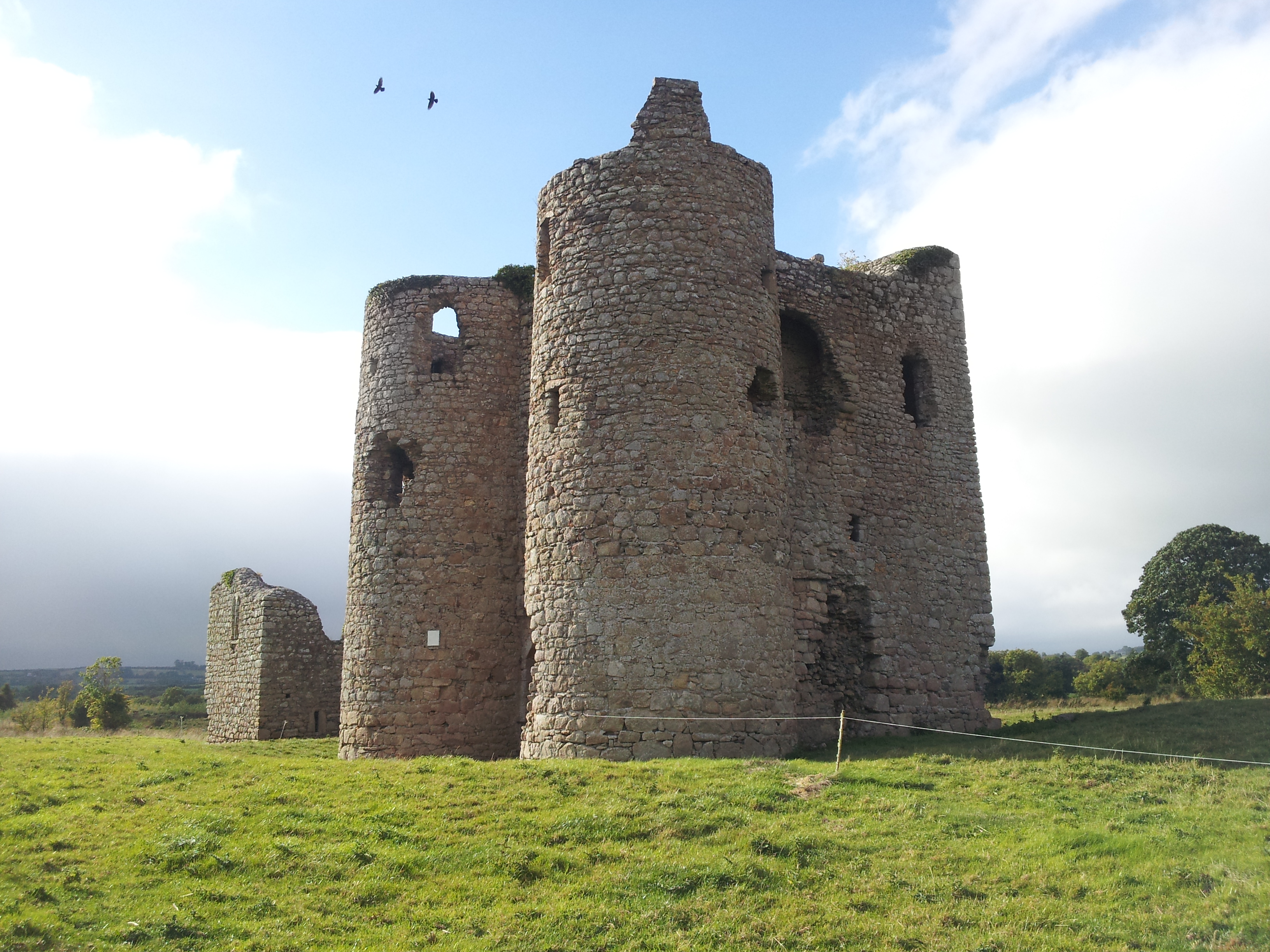
Замок Баллілоган.

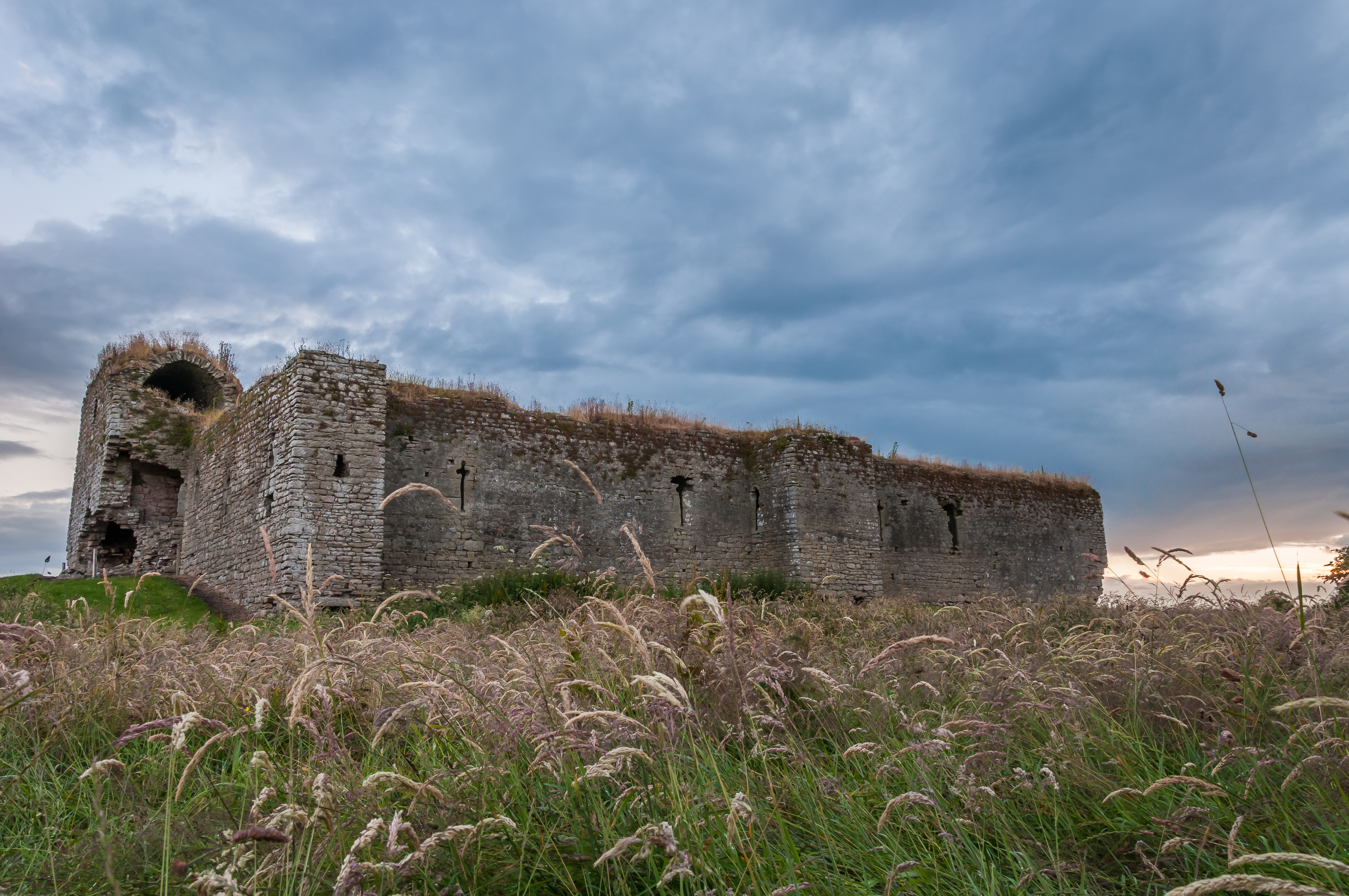
Замок Баллімун.

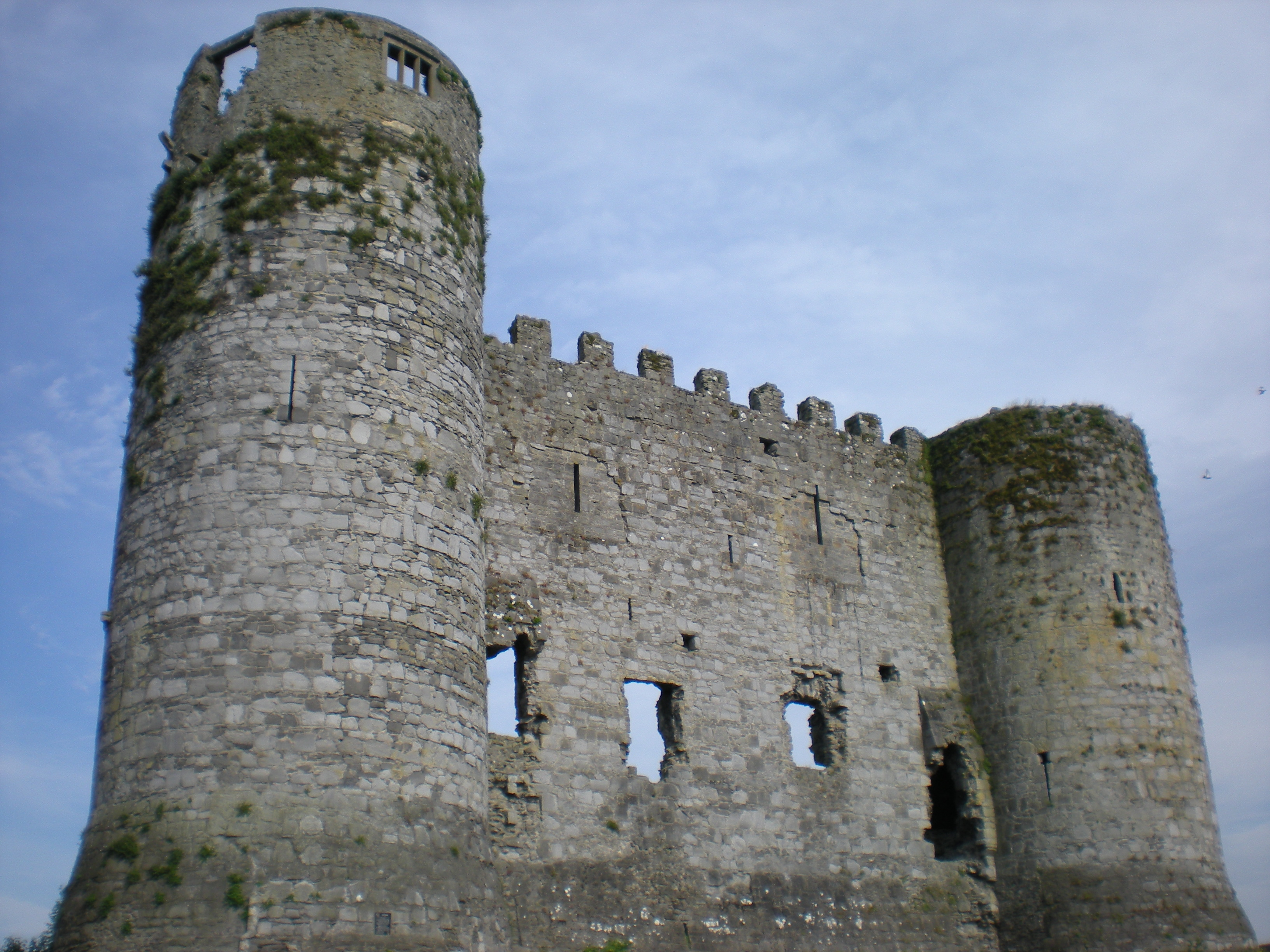
Замок Карлоу.

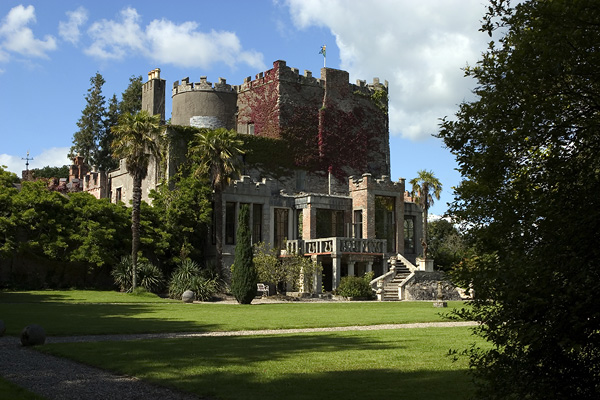
Замок Гантінгтон.

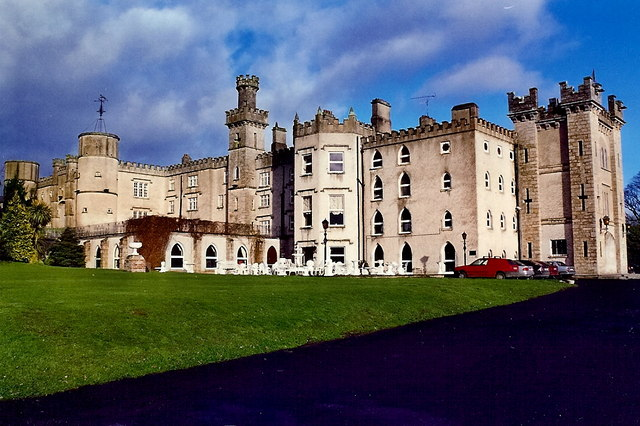
Замок Кабра.

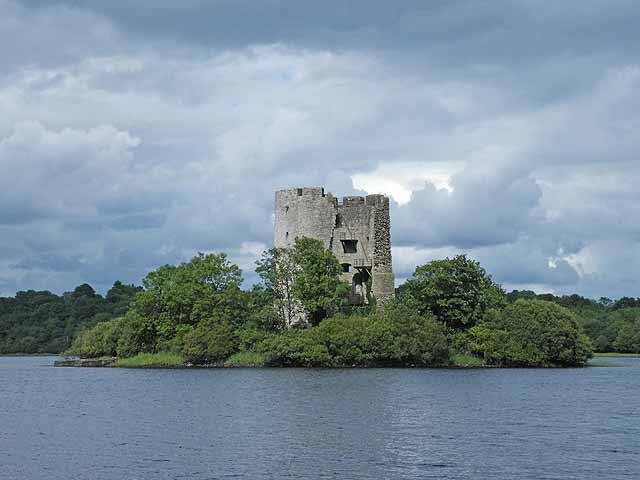
Замок Клоутер.

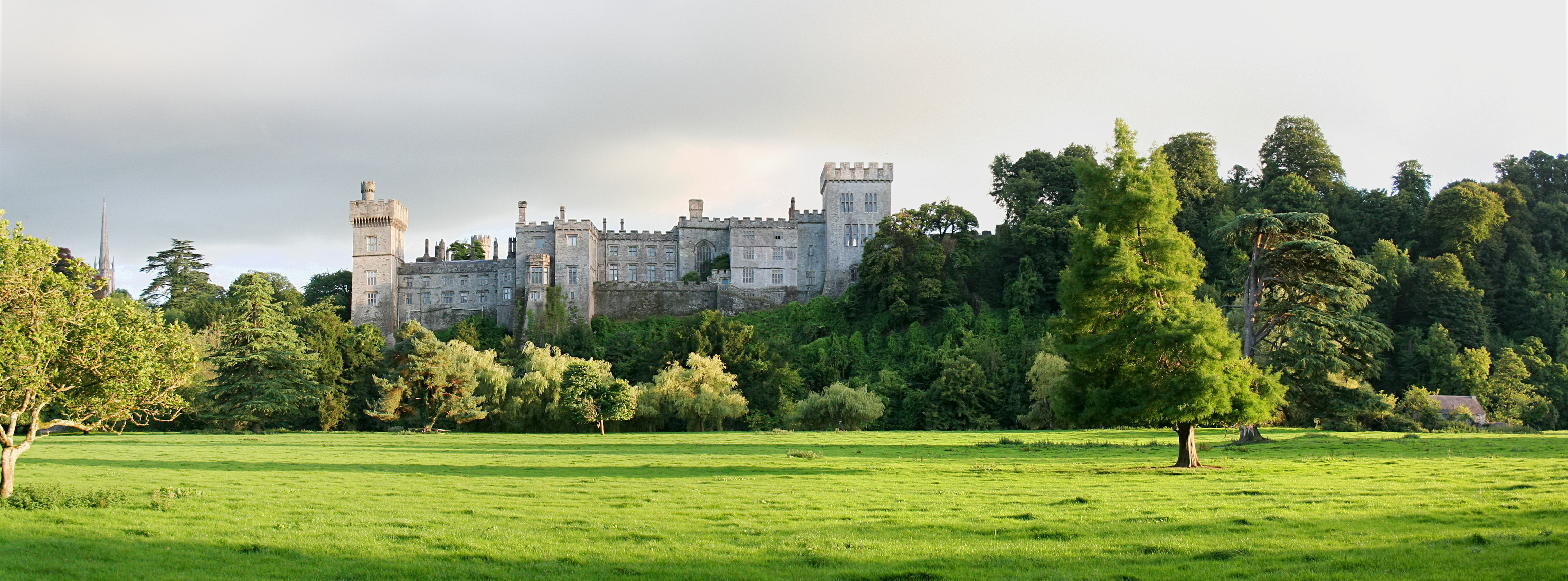
Замок Лісмор.

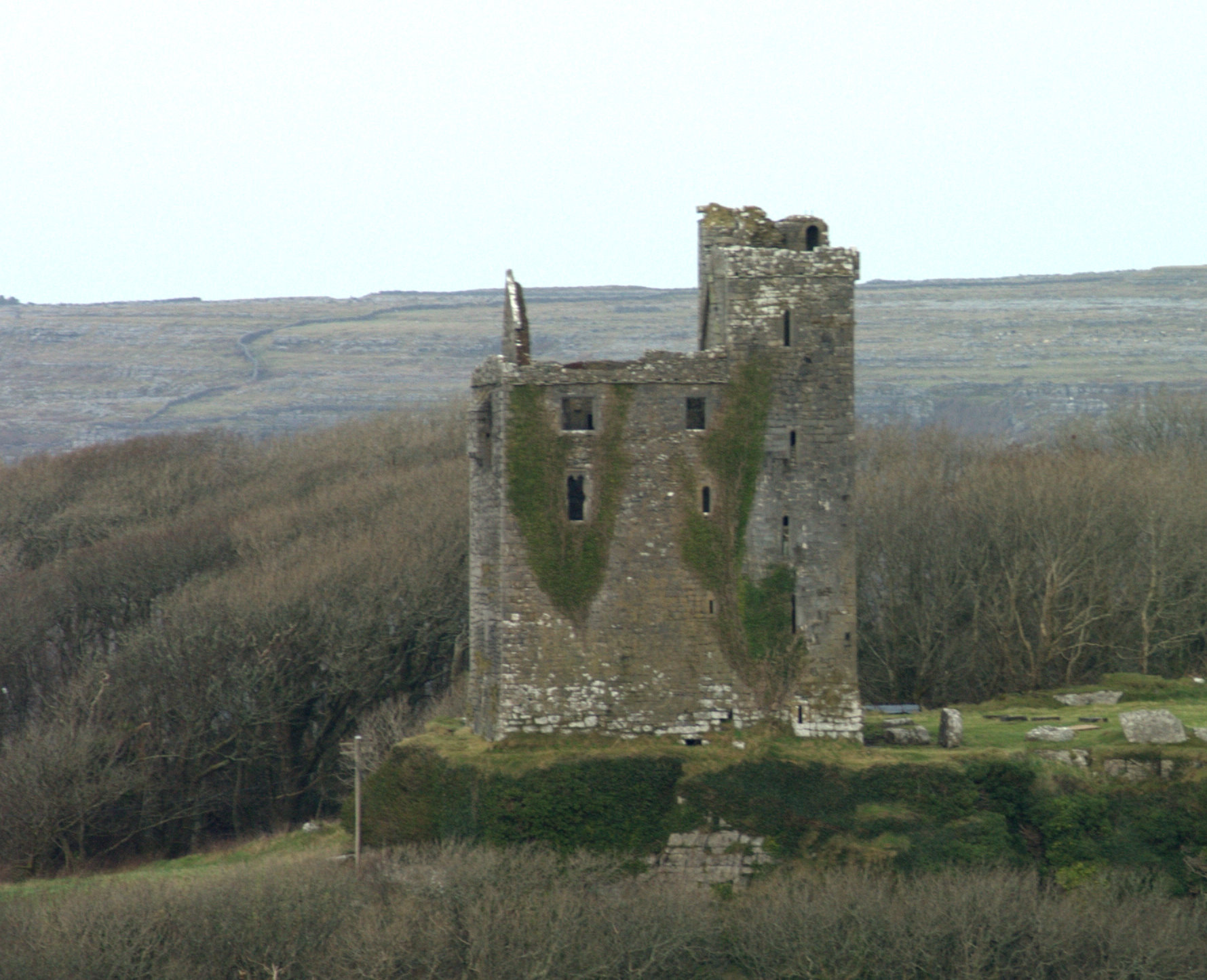
Замок Балліналакен.

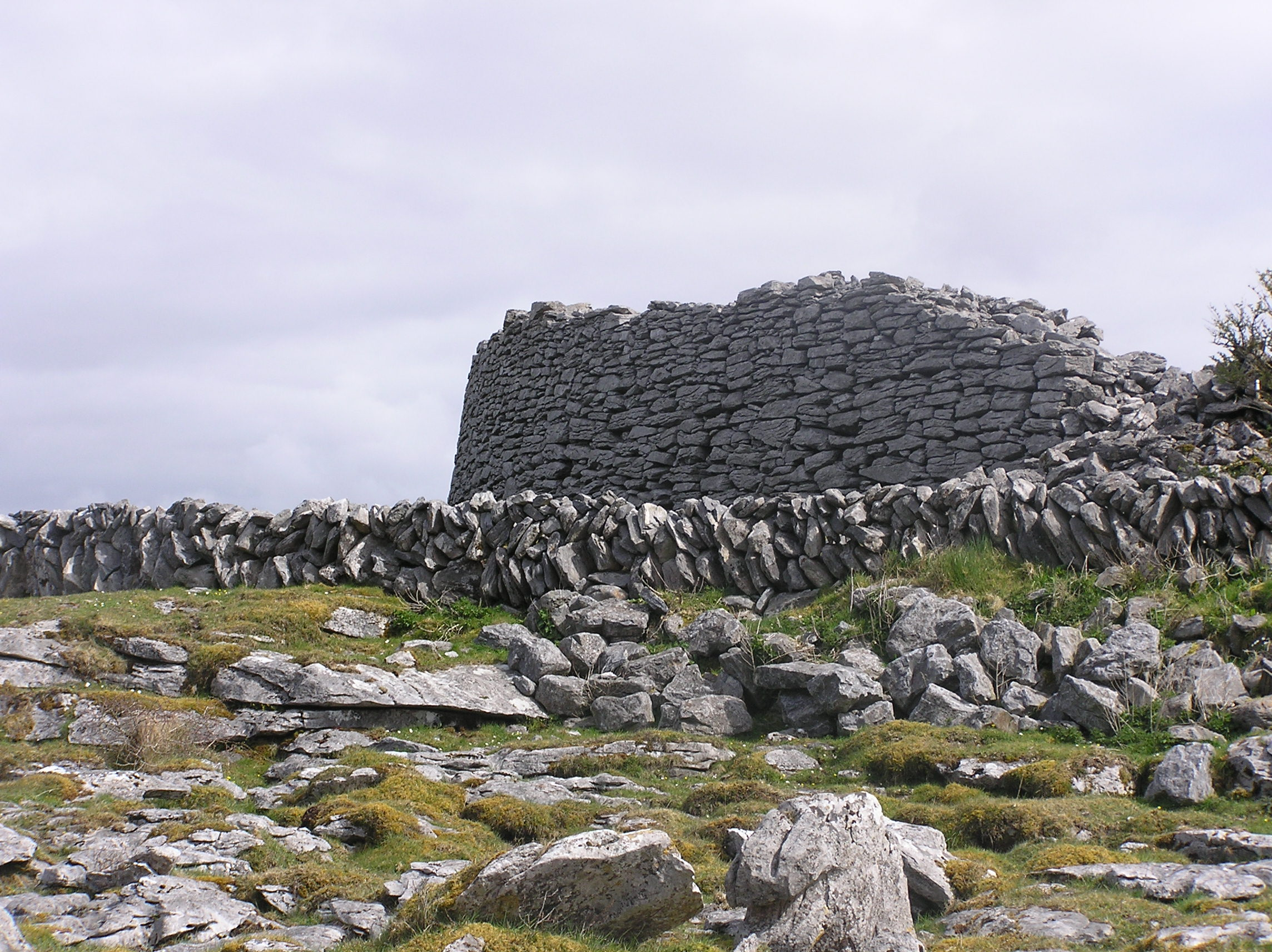
Замок Кагерконнелл-стоун-форт.

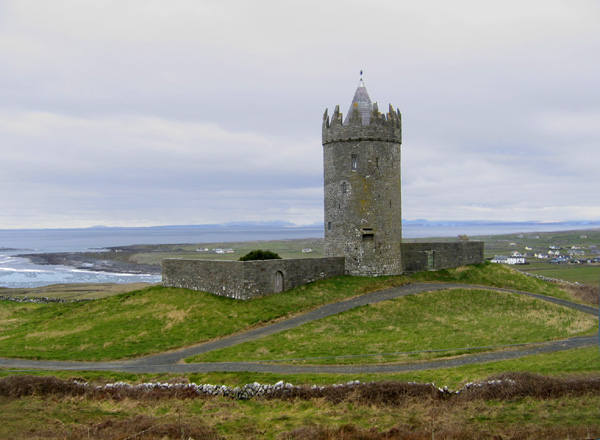
Замок Дунагор.

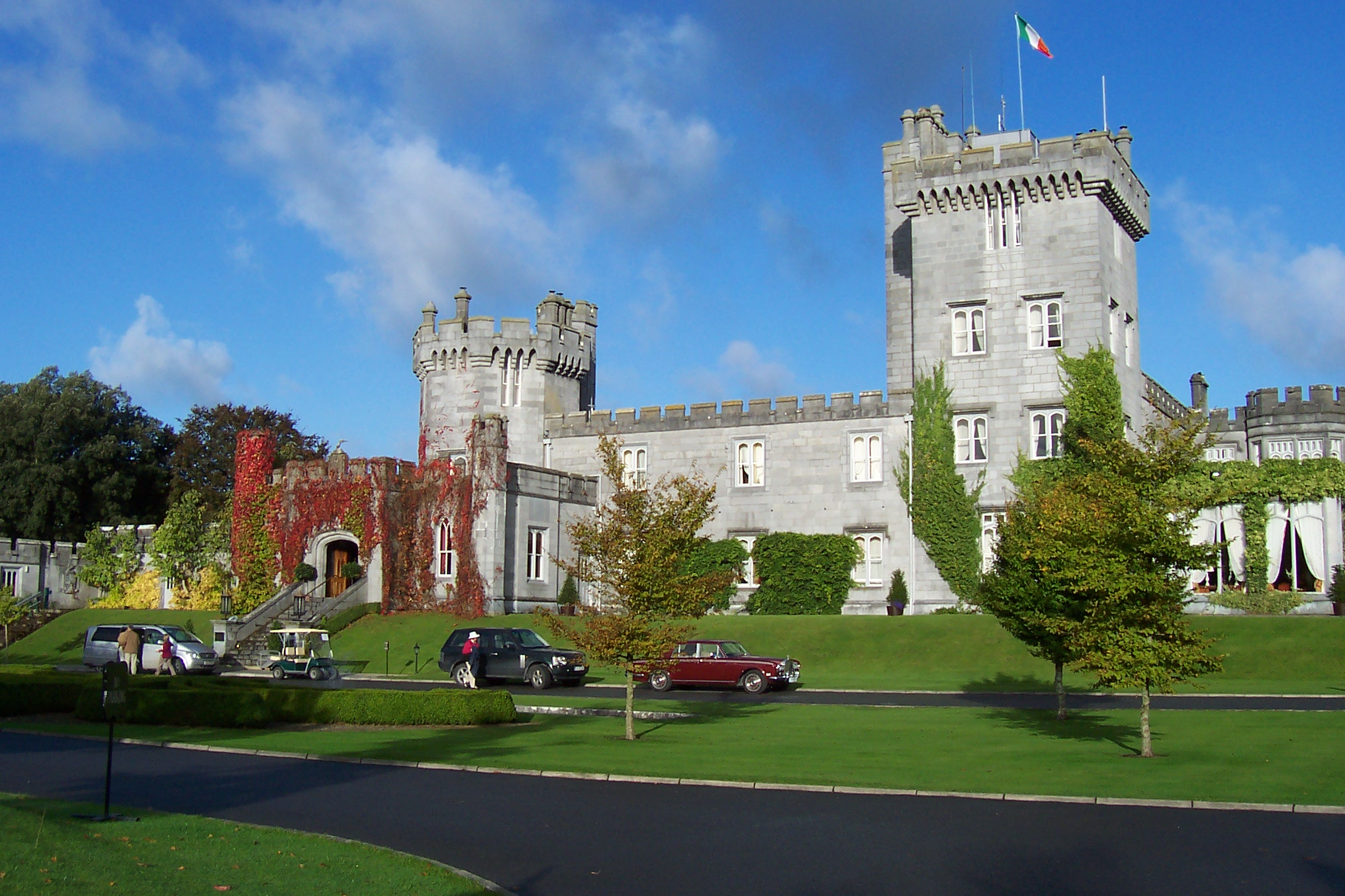
Замок Дромоленд.

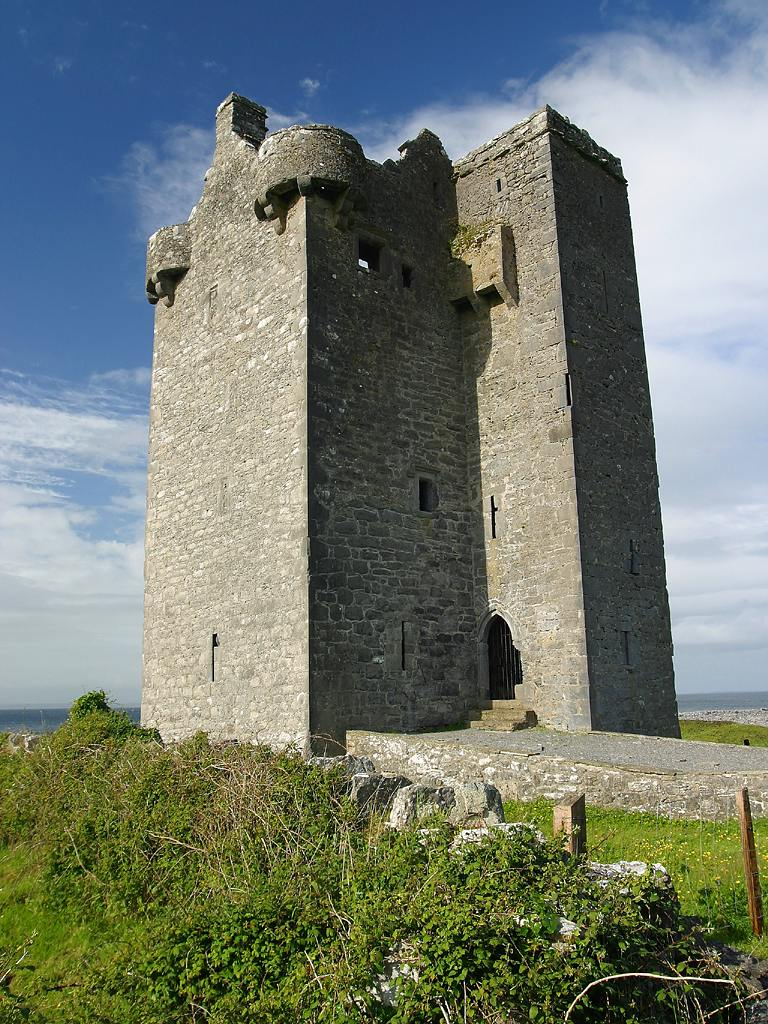
Замок Гленінах.

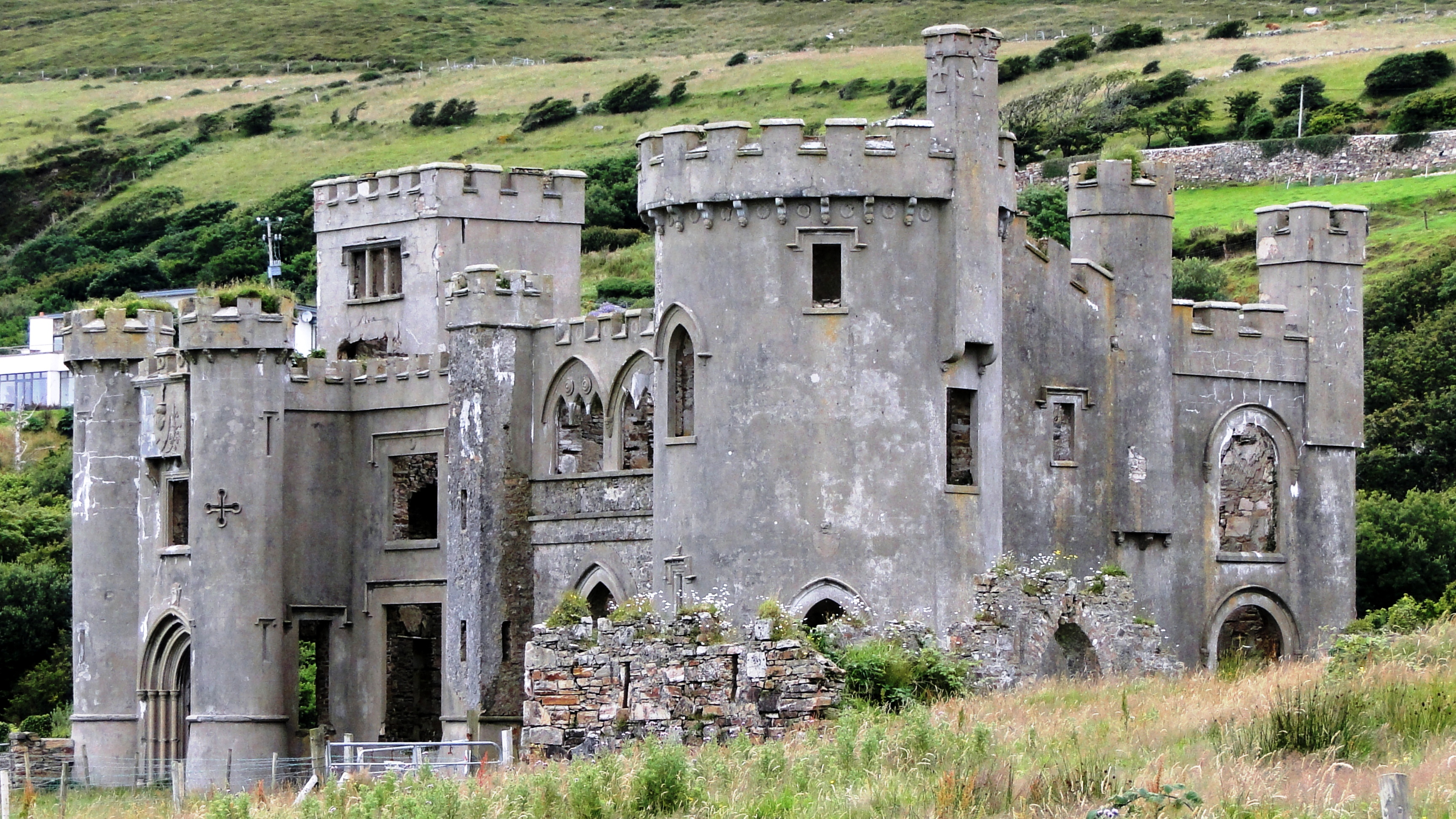
Замок Кліфден.

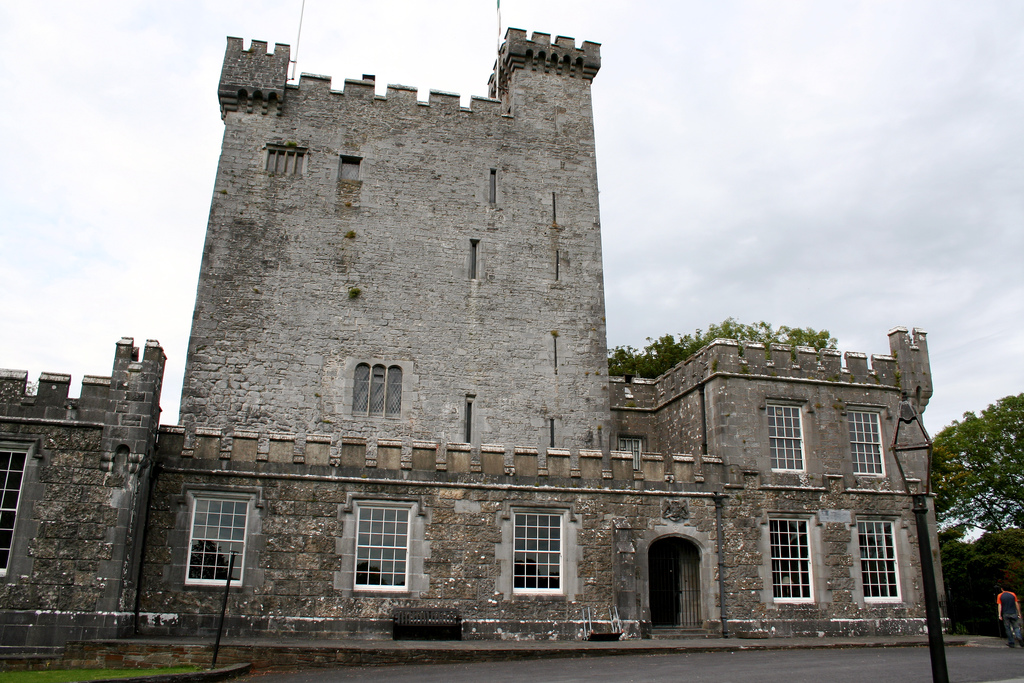
Замок Кнаппогу.

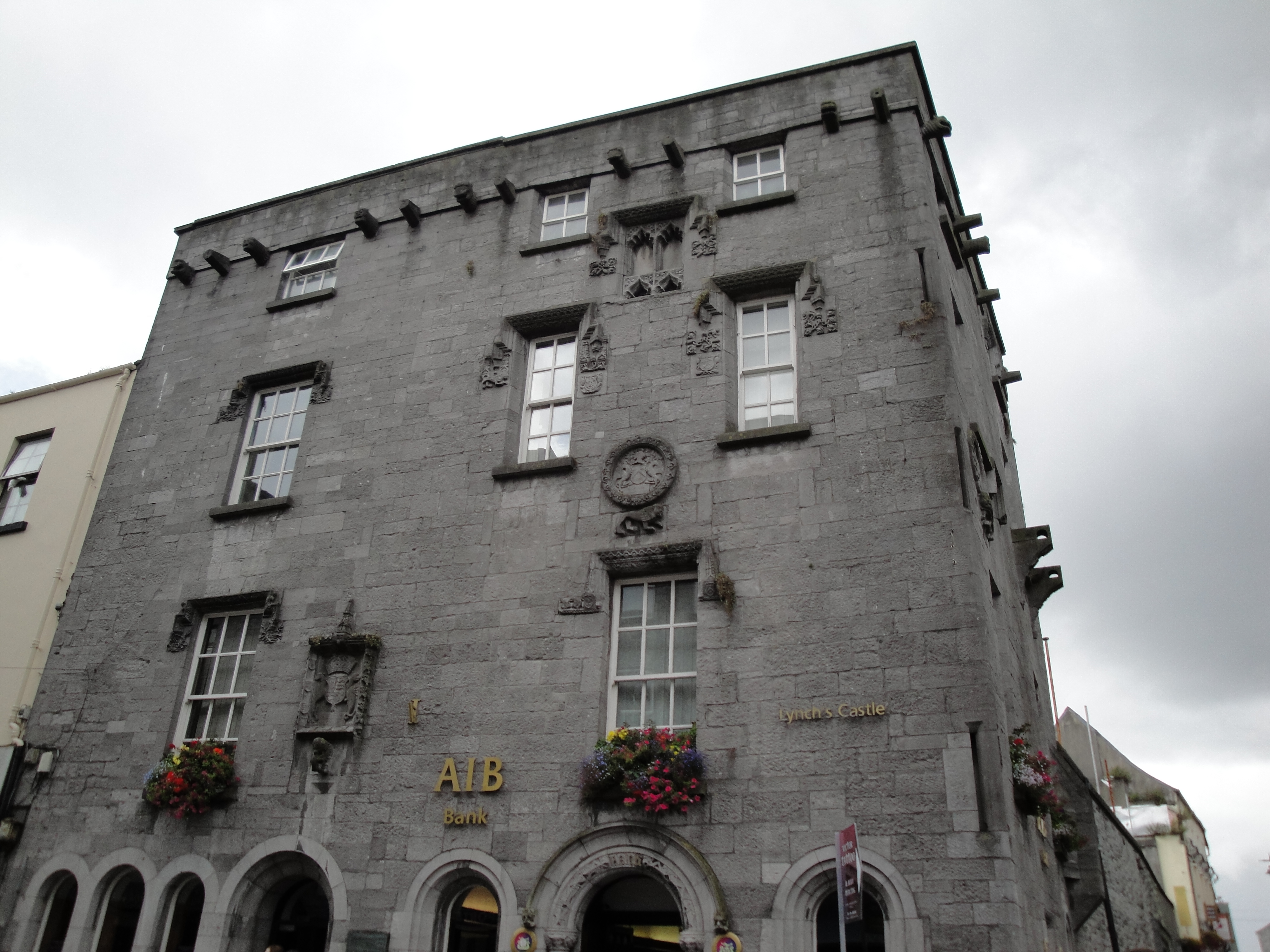
Будівля замку Лінча.

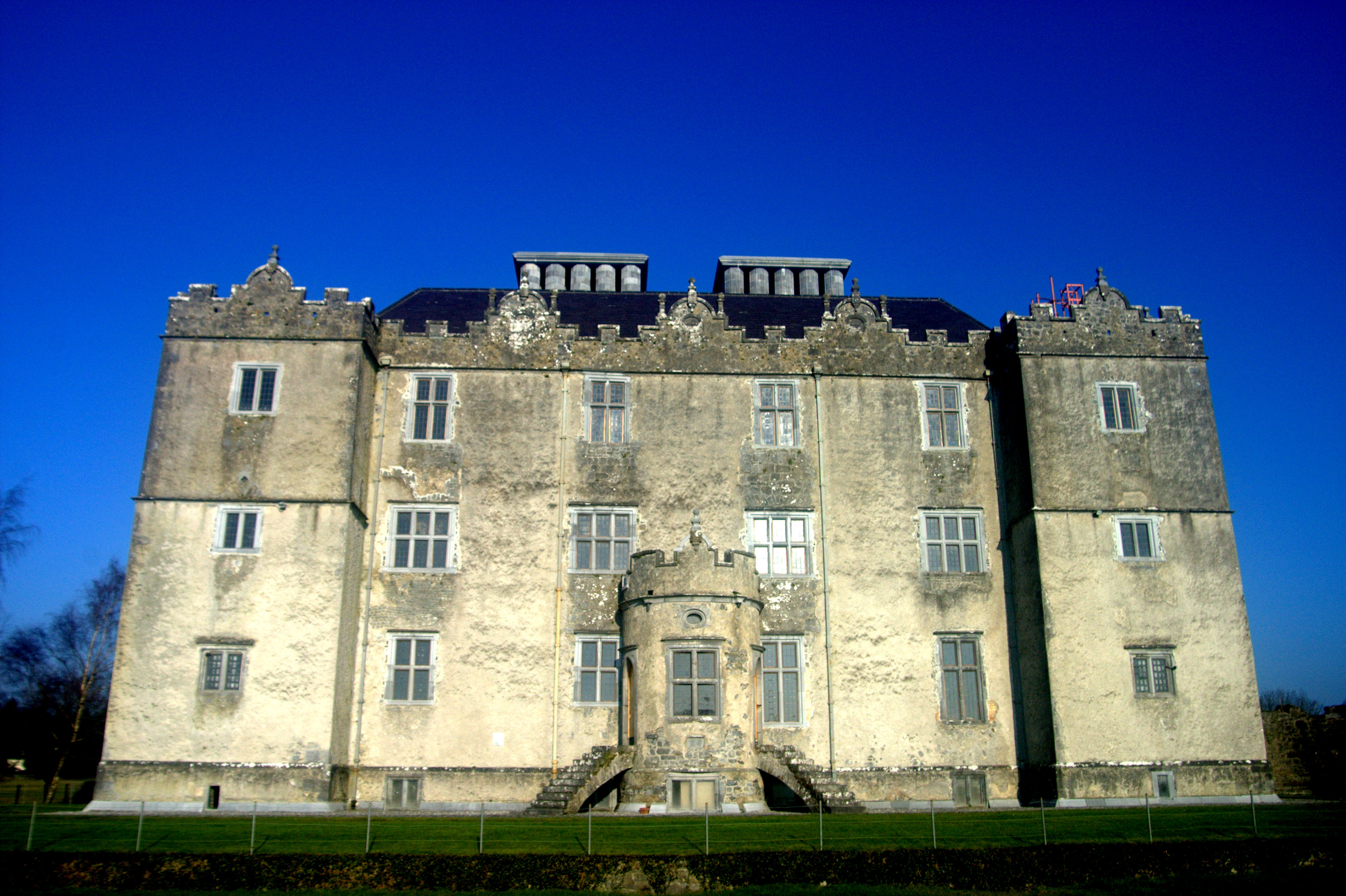
Замок Портумна.

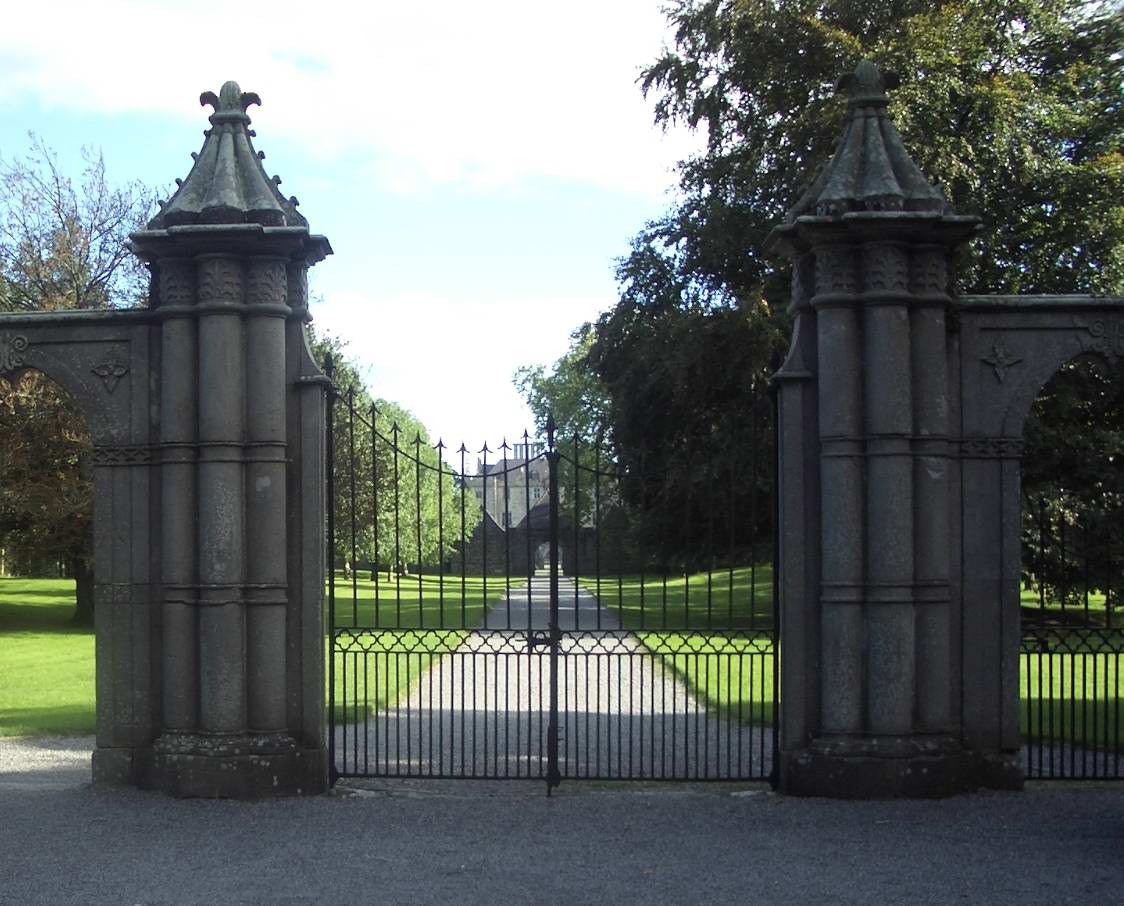
Ворота замку Портумна.

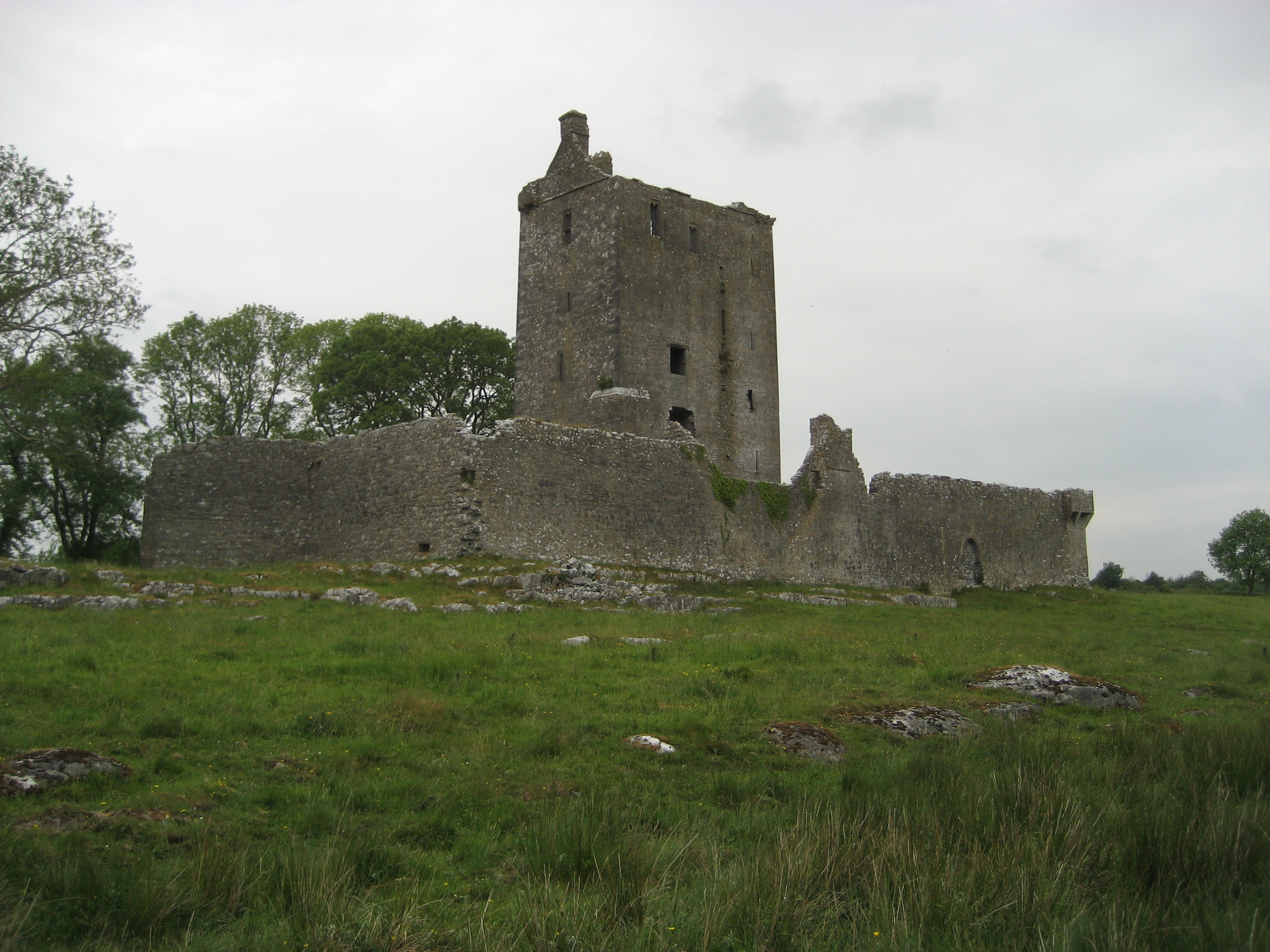
Замок Фіддон.

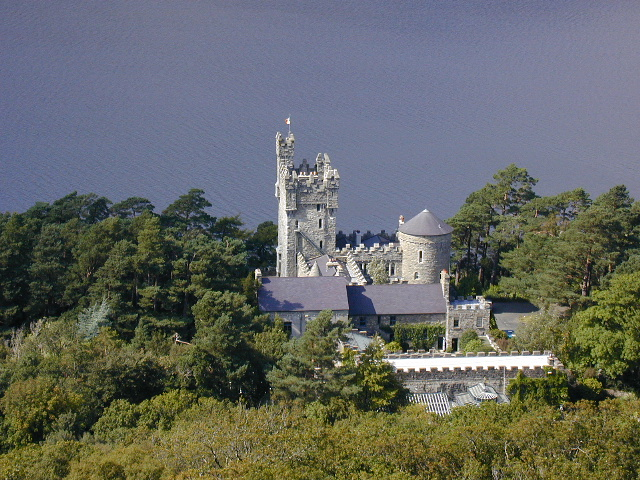
Замок Гленвех.

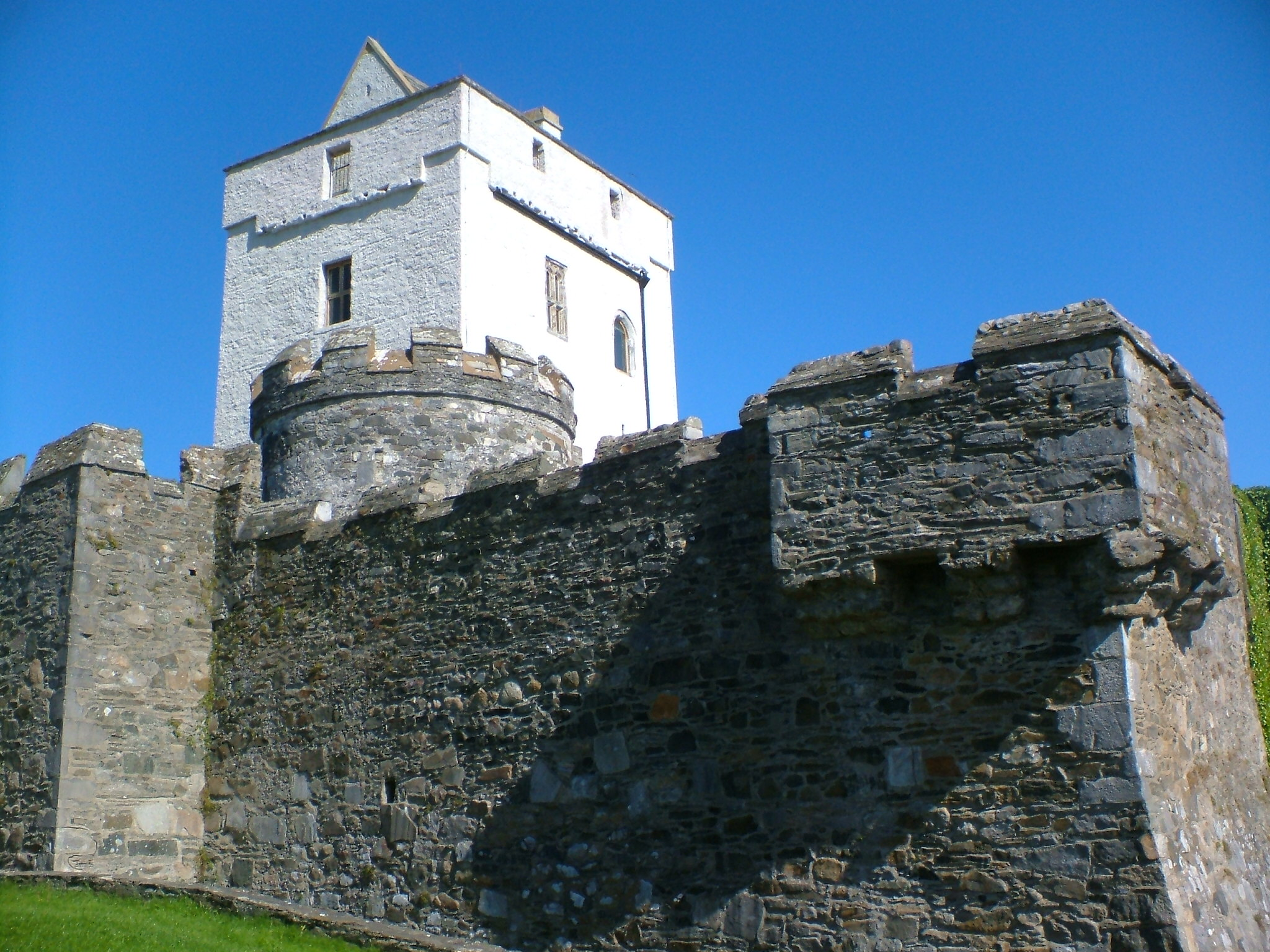
Замок До.

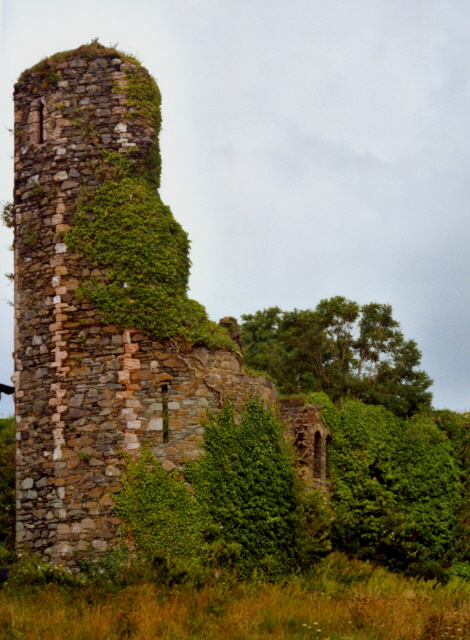
Замок Грінкастл (Нортбург).

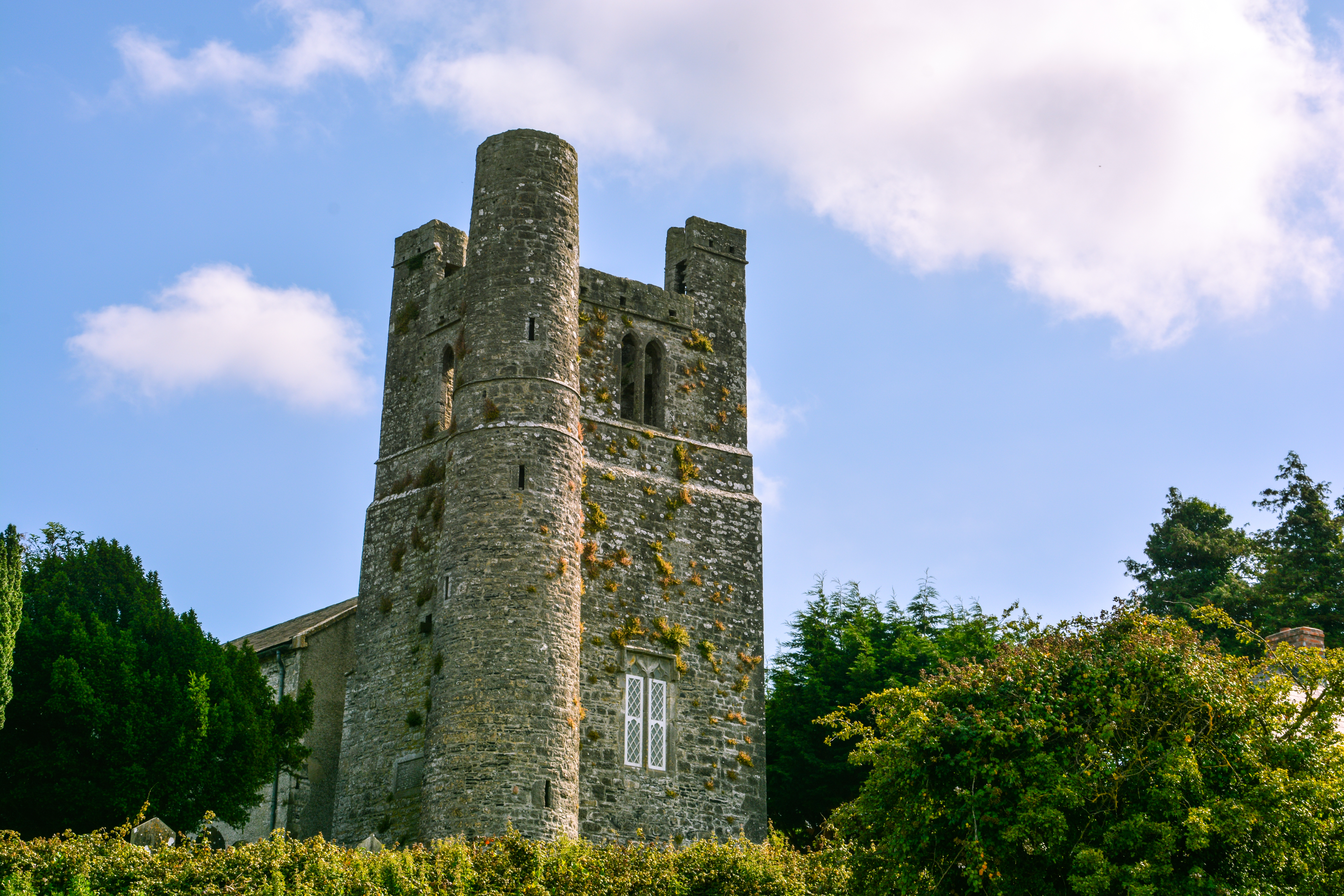
Замок Балротері-тауер.

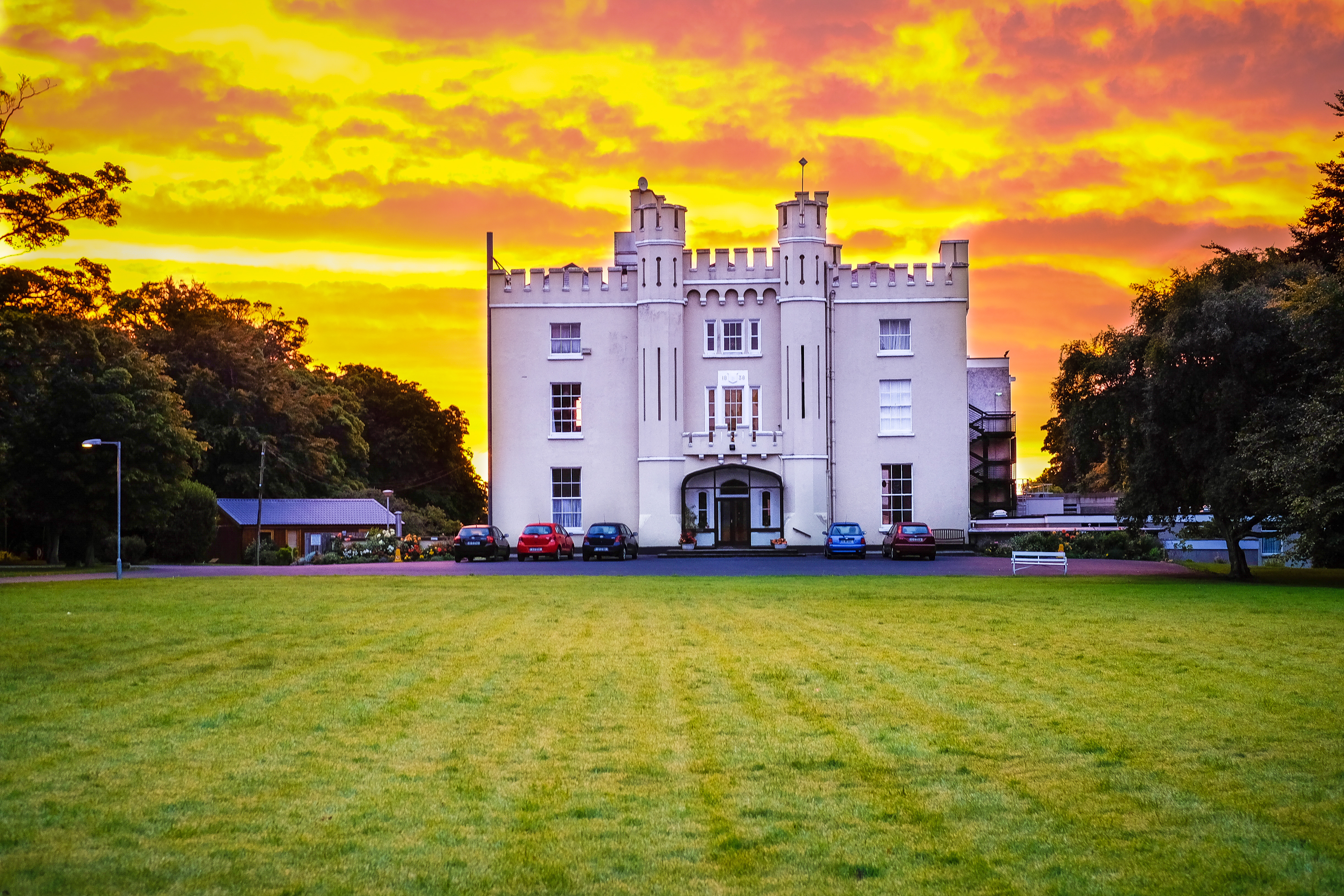
Замок Манреса-хаус.

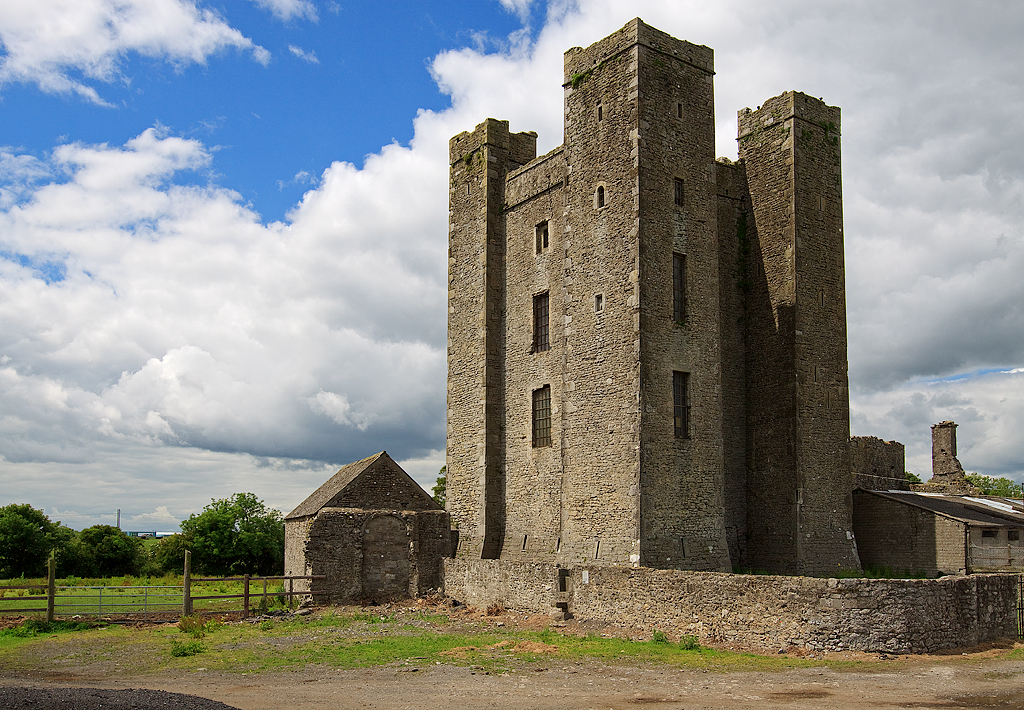
Замок Дансолі (Дун Шохлах).

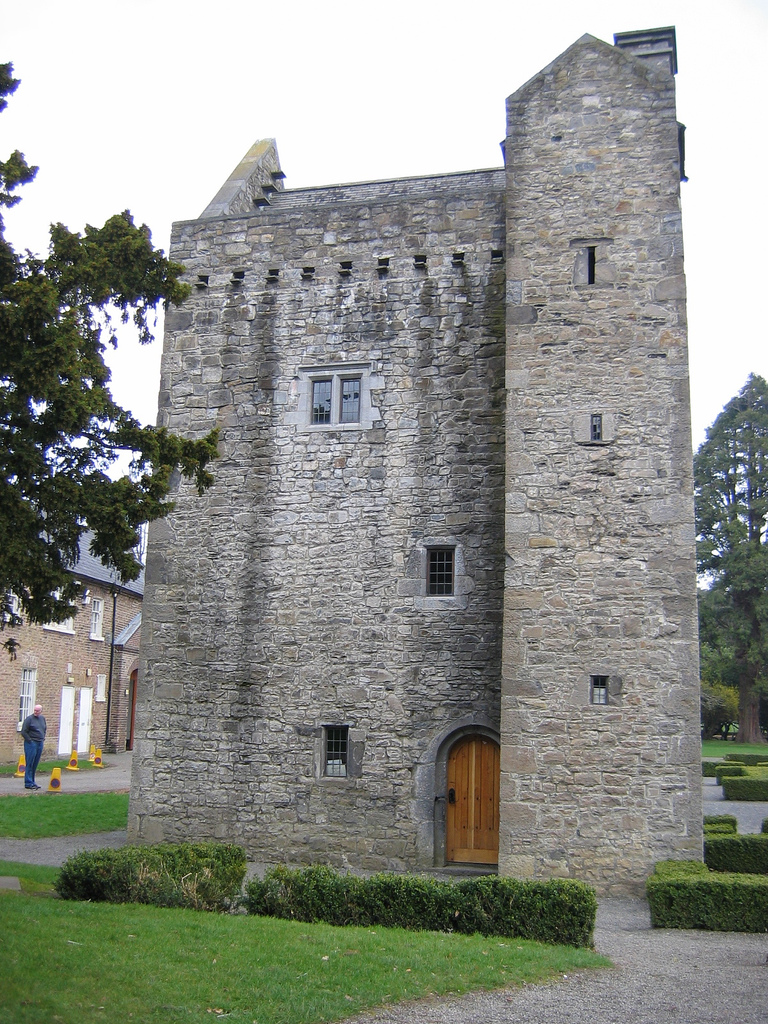
Замок Ештаун.

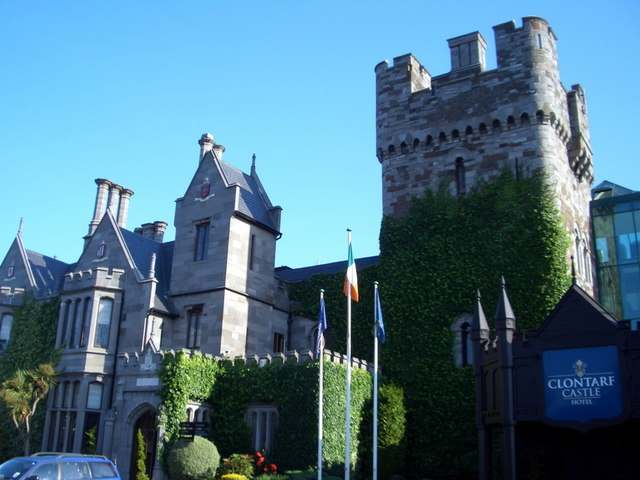
Замок Клонтарф.

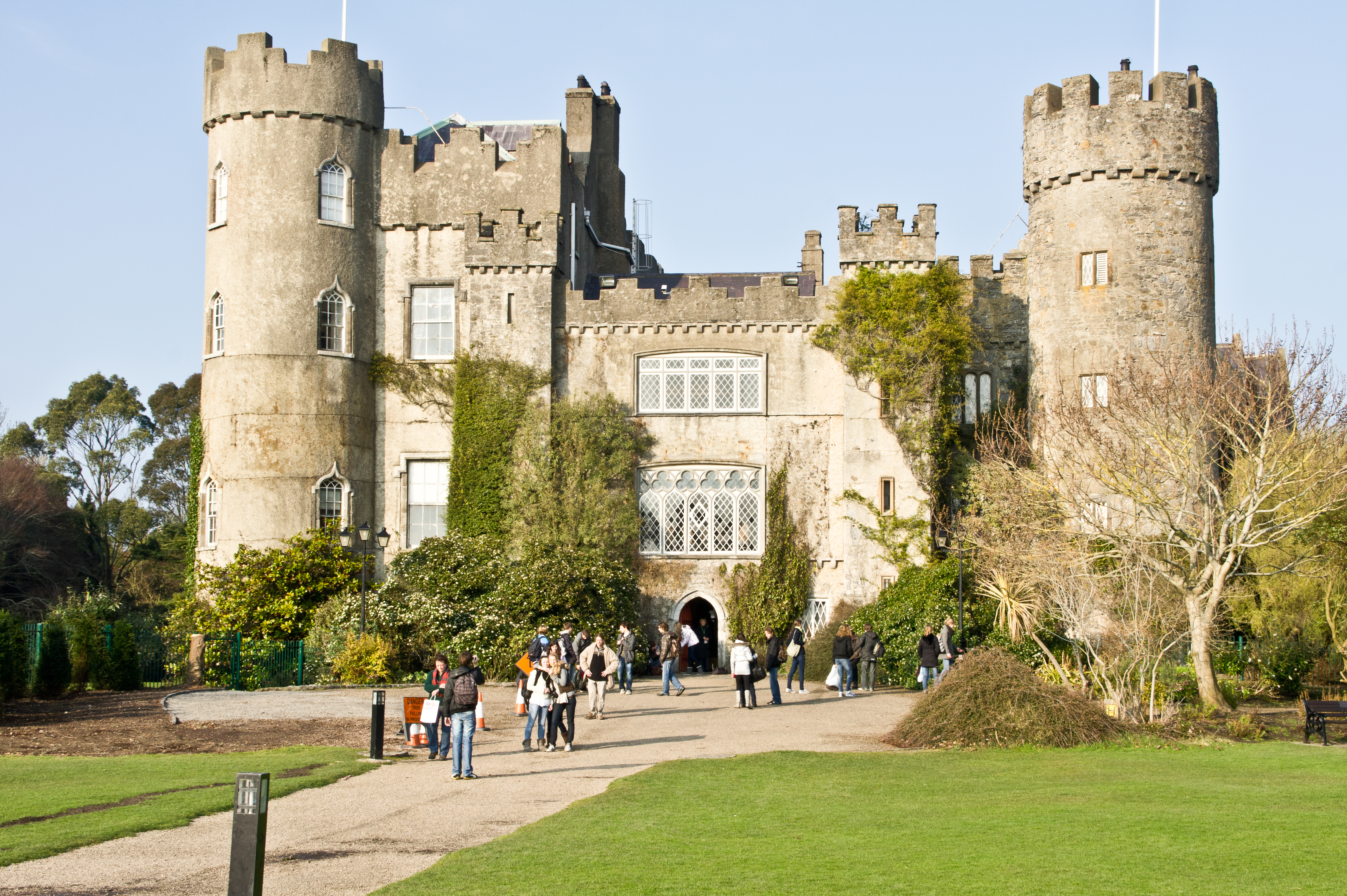
Замок Малахайд.

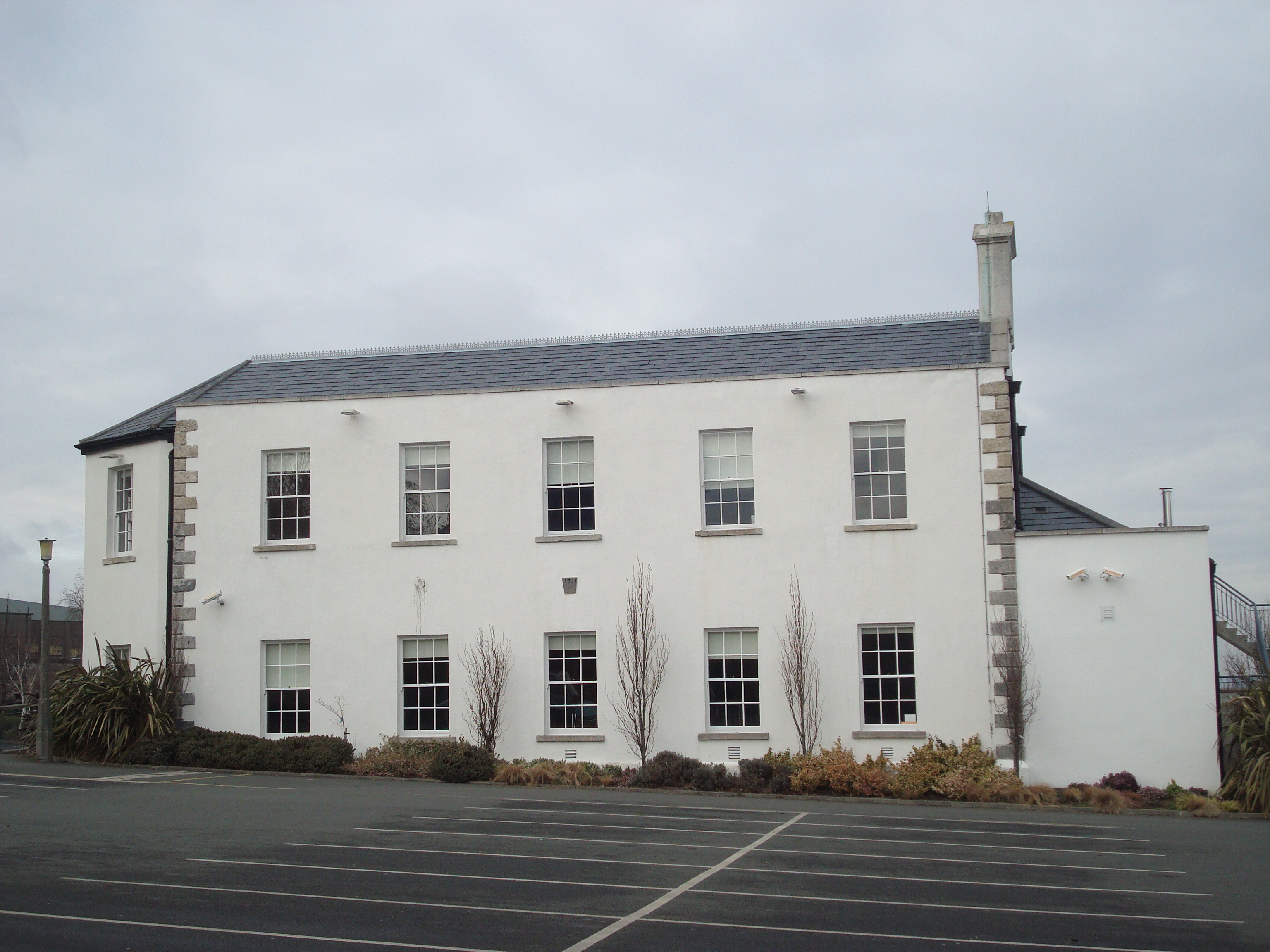
Замок Маунт Мерріон Хаус.

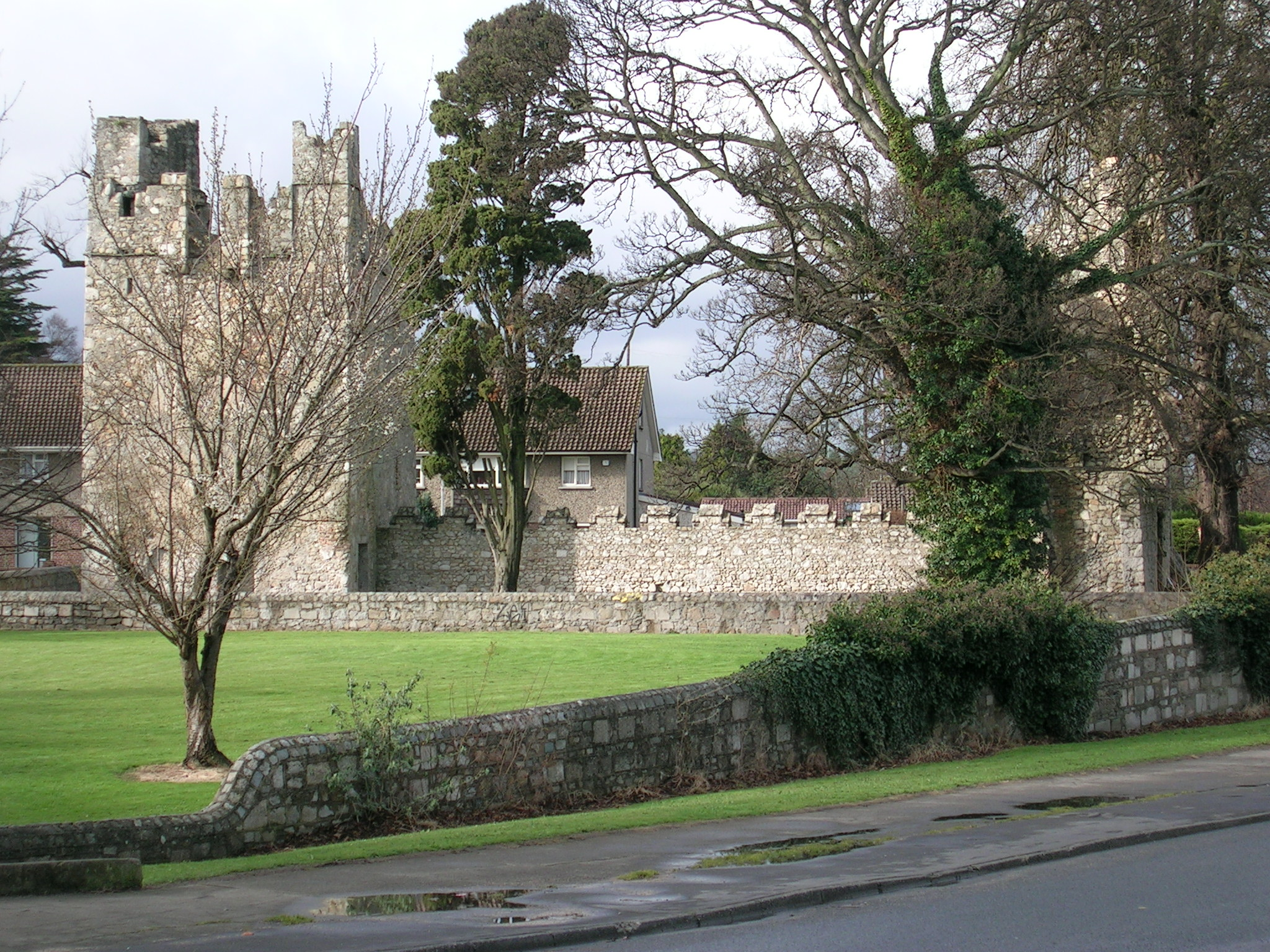
Замок Монкстоун.

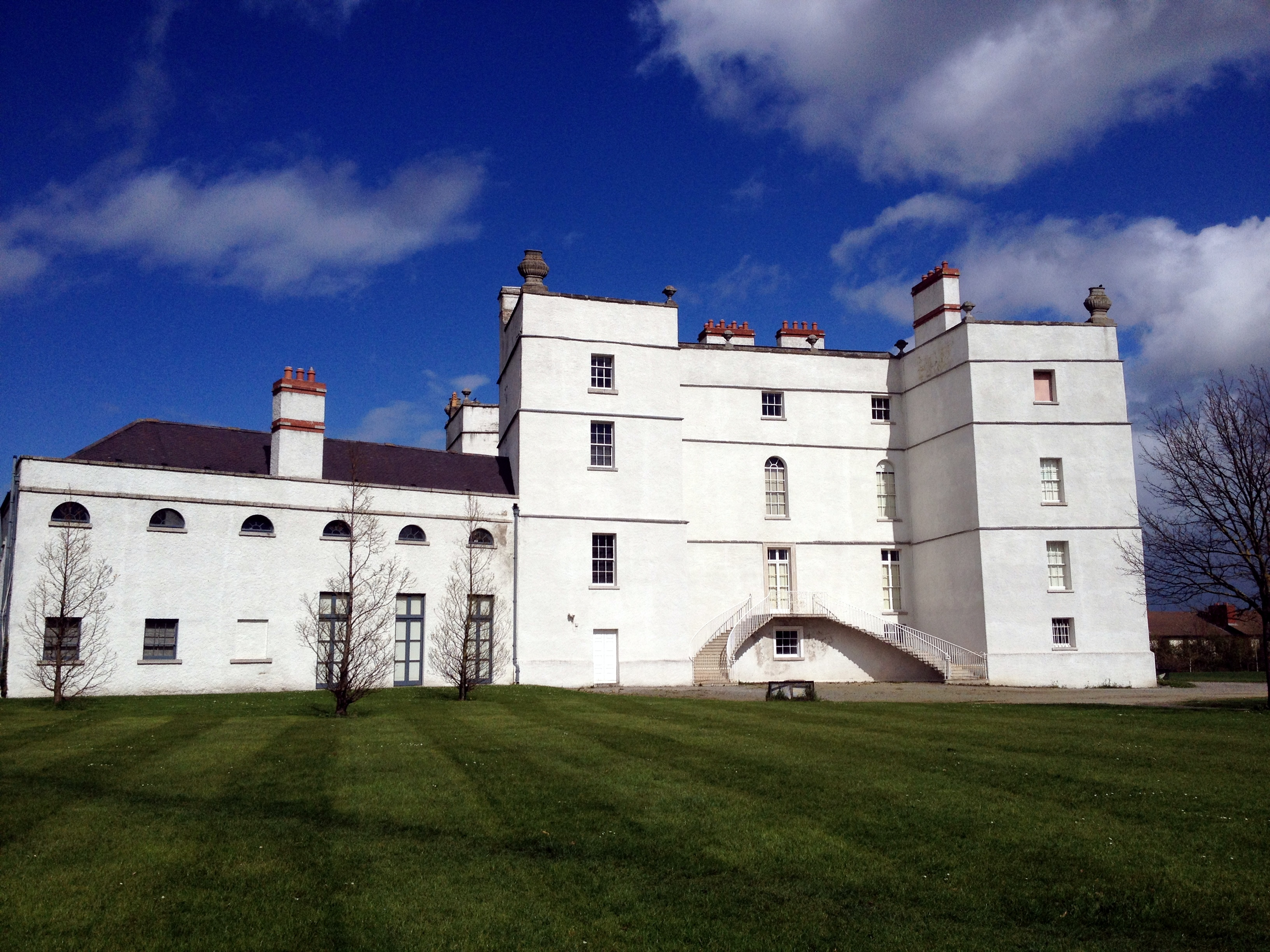
Замок Рахфарнгам.

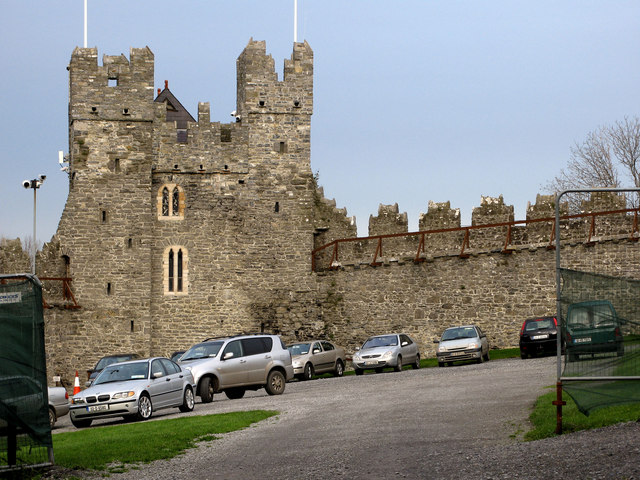
Замок Свордс.

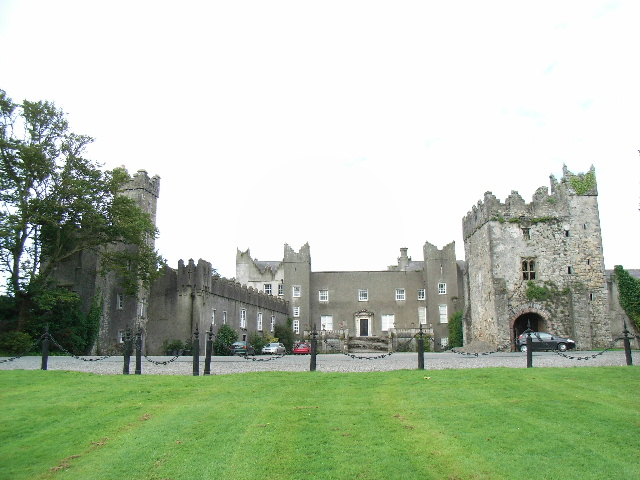
Замок Гавт.

## Вексфорд
- Адамстоун (англ. Adamstown Castle)
- Балдвінстоун (англ. Baldwinstown Castle)
- Баллігак (англ. Ballyhack Castle)
- Баллігелі (англ. Ballyhealy Castle)
- Баллітейгу (англ. Ballyteigue Castle)
- Баргі (англ. Bargy Castle)
- Барнтаун (англ. Barntown Castle)
- Дангалф (англ. Dungulph Castle)
- Джонстоун (англ. Johnstown Castle)
- Енніскорті (англ. Enniscorthy Castle)
- Клогест (англ. Clougheast Castle)
- Маунтгаррет (англ. Mountgarret Castl)
- Ратмакні (англ. Rathmacknee Castle)
- Рахланнон (англ. Rathlannon Castle)
- Слейд (англ. Slade Castle)
- Террерах (англ. Terrerath Castle)
- Фернс (англ. Ferns Castle)
- Феррікаріг (англ. Ferrycarrig Castle)
- Фетард (англ. Fethard Castle)

## Віклоу
- Віклоу-Таун (англ. Wicklow Town)
- Гленарт (англ. Glenart Castle)
- Говард (Віклоу) (англ. Castle Howard (Wicklow))
- Данганстоун (англ. Dunganstown Castle)
- Карнью (англ. Carnew Castle)
- Кілтеган (англ. Kiltegan Castle)
- Кілтімон (англ. Kiltimon Castle)
- Кіндлстоун (англ. Kindlestown Castle)
- Олдкорт (англ. Oldcourt Castle)
- Ормонд (Віклоу) (англ. Ormonde Castle)
- Трікастл (англ. Threecastles Castle)
- Фассароу (англ. Fassaroe Castle)
- Чорний (Віклоу) (англ. The Black Castle)

## Ґолвей
- Аббейглен (англ. Abbeyglen Castle)
- Ардамулліван (англ. Ardamullivan Castle)
- Атенрай (англ. Athenry Castle)
- Ашфорд (англ. Ashford Castle)
- Беллілі (англ. Ballylee Castle)
- Белліндулі (англ. Ballindooley Castle)
- Беллімор (англ. Ballymore Castle)
- Беллінфед (англ. Ballinfad Castle)
- Беллінагінх (англ. Ballynahinch Castle)
- Гарбеллі (англ. Garbally Castle)
- Глинськ (англ. Glinsk Castle)
- Дангвайр (англ. Dunguaire Castle)
- Дансендл (англ. Dunsandle Castle)
- Еллен (англ. Ellen Castle)
- Ейркорт (англ. Eyrecourt Castle)
- Ешфорд (англ. Ashford Castle)
- Кагераданган (англ. Caheradangan Castle)
- Каргін (англ. Cargin Castle)
- Кастелтаун (англ. Castletown Castle)
- Кліфден (англ. Clifden Castle)
- Клоган (англ. Cloghan Castle)
- Клунакаунін (англ. Cloonacauneen Castle)
- Крегг (англ. Cregg Castle)
- Кілколган (англ. Kilcolgan Castle)
- Кірк (англ. Kirk Castle)
- Лінча (англ. Lynch's Castle)
- Менлоу (англ. Menlow Castle)
- Монівеа (англ. Monivea Castle)
- Мойод (англ. Moyode Castle)
- Онанейр (англ. Aughnanure Castle)
- Оранмор (англ. Oranmore Castle)
- Портумна (англ. Portumna Castle)
- Тур Баллілі (англ. Thoor Ballylee Castle)
- Фертагар (англ. Feartagar Castle)
- Фіддон (англ. Fiddaun Castle)
- Хекетт (англ. Hackett Castle)

## Донеґол
- Беллішеннон (англ. Ballyshannon Castle)
- Гленвех (англ. Glenveagh Castle)
- Грінкастл (англ. Greencastle)
- До (англ. Doe Castle ірл. Caisleán na dTuath)
- Донегол (англ. Donegal Castle)
- Драмбоу (англ. Drumboe Castle)
- Керрікебрейгі (англ. Carrickabraghy Castle)
- Монеллан (англ. Monellan Castle)
- Монгавлін (англ. Mongavlin Castle)
- О’Догерті (англ. O'Doherty Castle)
- Раган (англ. Rahan Castle)
- Рафоу (англ. Raphoe Castle)

## Дублін
- Айріштаун (англ. Irishtown Castle)
- Ардгіллан (англ. Ardgillan Castle)
- Артайн (англ. Artaine Castle)
- Ахгоу (англ. Athgoe Castle)
- Багот (англ. Castle Bagot)
- Баготрат (англ. Baggotrath Castle)
- Баймаунт (англ. Baymount Castle)
- Балліовен (англ. Ballyowen Castle)
- Баллок (англ. Bullock Castle)
- Балротері (англ. Balrothery Castle)
- Белгард (англ. Belgard Castle)
- Бремор (англ. Bremore Castle)
- Вільямстоун (Блекрок) (англ. Williamstown Castle)
- Грендж (Дублін) (англ. Grange Castle)
- Далкі (англ. Dalkey Castle)
- Дандрам (Дублін) (англ. Dundrum Castle)
- Дансолі (англ. Dunsoghly Castle)
- Донабейт (англ. Donabate Castle)
- Дрімнах (англ. Drimnagh Castle)
- Драмкондра (англ. Drumcondra Castle)
- Дублінський замок (ірл. Caisleán Bhaile Átha Cliath)
- Ештаун (англ. Ashtown Castle)
- Каррікмайнс (англ. Carrickmines Castle)
- Кастлкнок (англ. Castleknock Castle)
- Кілгоббін (англ. Kilgobbin Castle)
- Кілліні (англ. Killiney Castle)
- Кіллінінні (англ. Killininny Castle)
- Клонскі (англ. Clonskeagh Castle)
- Клонтарф (англ. Clontarf Castle)
- Конна (англ. Conn Castle)
- Кілсаллаган (англ. Kilsallaghan Castle)
- Кноклайн (англ. Knocklyne Castle)
- Ламбей (англ. Lambay Castle)
- Лейнстоун (англ. Lanestown Castle)
- Латтреллстоун (англ. Luttrellstown Castle)
- Маунт Мерріон Хаус (англ. Castle Mount Merrion House)
- Малахайд (англ. Malahide Castle)
- Мандерлі (англ. Manderley Castle)
- Мерріон (англ. Merrion Castle)
- Монкстоун (англ. Monkstown Castle)
- Марфістоун (англ. Murphystown Castle)
- Нангор (англ. Nangor Castle)
- Пакс (англ. Puck's Castle)
- Перрін (англ. Castle Perrin)
- Портрейн (англ. Portrane Castle)
- Рахфарнгам (англ. Rathfarnham Castle)
- Рахмайнс (англ. Rathmines Castle)
- Робсволл (англ. Robswall Castle)
- Ребак (англ. Roebuck Castle)
- Сарсфілд (англ. Sarsfield Castle)
- Свордс (англ. Swords Castle)
- Сіммонскорт (англ. Simmonscourt Castle)
- Стіллорган (англ. Stillorgan Castle)
- Сіатаун (англ. Seatown Castle)
- Темплогу (англ. Templeogue House)
- Торнкастл (англ. Thorncastle)
- Талліс (англ. Tully's Castle)
- Таймон (англ. Tymon Castle)
- Хавт (англ. Howth Castle)
- Шанганна (англ. Shangannagh Castle)
- Шанкілл (англ. Shankill Castle)
- Чіверстаун (англ. Castle Cheeverstown)

## Західний Міт
- Атлон (англ. Athlone Castle)
- Баллінло (англ. Ballinlough Castle)
- Клонін (англ. Clonyn Castle)
- Кіллуа (англ. Killua Castle)
- Кнокдрін (англ. Knockdrin Castle)
- Мойдрам (англ. Moydrum Castle)
- Наджент (англ. Nugent Castle)
- Портлік (англ. Portlick Castle)
- Талліналлі (англ. Tullynally Castle)
- Тіррелспас (англ. Tyrrellspass Castle)

## Каван
- Балліконнелл (англ. Ballyconnell Castle)
- Бегшоу (англ. Castle Bagshaw)
- Бейліборо (англ. Bailieborough Castle)
- Гамільтон (англ. Castle Hamilton)
- Кабра (англ. Cabra Castle, Restored Castle)
- Клоутер (англ. Cloughoughter Castle)
- Косбі (англ. Castle Cosby)
- Лісмор (Каван) (англ. Lismore Castle)
- Саундерсон (англ. Castle Saunderson)

## Карлоу
- Баллілоган (англ. Ballyloughan Castle)
- Баллімун (англ. Ballymoon Castle)
- Карлоу (англ. Carlow Castle)
- Кастлмор (англ. Castlemore Castle)
- Гарріхілл (англ. Garryhill Castle)
- Гантінгтон (англ. Huntington Castle)
- Лейлінбрідж (англ. Leighlinbridge Castle)
- Тіннагінч (англ. Tinnahinch Castle)

## Керрі
- Баллібаніон (англ. Ballybunion Castle)
- Баллінгаррі (англ. Ballingarry Castle)
- Баллікарбері (англ. Ballycarbery Castle)
- Баллімаліс (англ. Ballymalis Castle)
- Баллісід (англ. Ballyseede Castle)
- Балліскеллінгс (англ. Ballinskelligs Castle)
- Балліхьюгу (англ. Ballyheigue Castle)
- Галларус (англ. Gallarus Castle)
- Дунбег-форт (англ. Dunbeg Fort)
- Дункеррон (англ. Dunkerron Castle)
- Дунлоу (англ. Dunloe Castle)
- Дерріквін (англ. Derryquin Castle)
- Дромор (англ. Dromore Castle)
- Ісланд (англ. Castle of the Island)
- Каппанакус (англ. Cappanacuss Castle)
- Каррігафойл (англ. Carrigafoyle Castle)
- Каррігнасс (англ. Carrignass Castle)
- Лістовел (англ. Listowel Castle)
- Мінард (англ. Minard Castle)
- Парковенер (англ. Parkavonear Castle)
- Рагіннейн (англ. Rahinnane Castle)
- Росс (англ. Ross Castle)
- Сібіл (англ. Castle Sybil)
- Стайгу-форт (англ. Staigue Fort)

## Кілдер
- Барберстоун (англ. Barberstown Castle)
- Барретстоун (англ. Barretstown Castle)
- Вайтс (англ. White's Castle)
- Грендж (англ. Grange Castle)
- Джигінстоун (англ. Jigginstown Castle)
- Донадеа (англ. Donadea Castle)
- Карбарі (англ. Carbury Castle)
- Кілдер (англ. Kildare Castle)
- Кілкі (англ. Kilkea Castle)
- Кілтіл (англ. Kilteel Castle)
- Лейксліп (англ. Leixlip Castle)
- Мейнут (англ. Maynooth Castle)
- Рахкоффі (англ. Rathcoffey Castle)
- Ребан (англ. Rheban Castle)

## Кілкенні
- Аннагс (англ. Annaghs Castle)
- Баллінлоу (англ. Ballinlaw Castle)
- Баллібер (англ. Ballybur Castle)
- Балліраггет (англ. Ballyragget Castle)
- Бернчьорч (англ. Burnchurch Castle)
- Говран (англ. Gowran Castle)
- Гортінс (англ. Gorteens Castle)
- Гранах (англ. Granagh Castle)
- Данкітт (англ. Dunkitt Castle)
- Кілкенні (англ. Kilkenny Castle)
- Кілблайн (англ. Kilbline Castle)
- Клара (англ. Clara Castle)
- Кулхілл (англ. Coolhill Castle)
- Корладді (англ. Corluddy Castle)
- Маудлін (англ. Maudlin Castle)
- Фоулксрах (англ. Foulksrath Castle)
- Шанкілл (англ. Shankill Castle)

## Клер
- Ан Рах (англ. An Rath)
- Балліганнон (англ. Ballyhannon Castle)
- Баллімаркаган (англ. Ballymarkahan Castle)
- Балліналакен (англ. Ballinalacken Castle)
- Балліпортрі (англ. Ballyportry Castle)
- Бостон (англ. Boston Castle)
- Бунратті (англ. Bunratty Castle)
- В'ю (англ. Castle View)
- Гленінах (англ. Gleninagh Castle)
- Граган (англ. Gragan Castle)
- Данмакелім (англ. Dunmackelim Castle)
- Дромоленд (англ. Dromoland Castle)
- Дромор (англ. Dromore Castle)
- Дулін (англ. Doolin Castle)
- Дунагор (англ. Doonagore Castle)
- Дунбег (англ. Doonbeg castle)
- Інчіквін (англ. Inchiquin Castle)
- Кагерконнелл Стоун Форт (англ. Caherconnell Stone Fort Castle)
- Кагерміннаун (англ. Caherminnaun Castle)
- Каллаун (англ. Callaun Castle)
- Кастеллейк-хаус (англ. Castlelake House)
- Каррігаголт (англ. Carrigaholt Castle)
- Кілтанон (англ. Kiltanon Castle)
- Кнаппогу (англ. Knappogue Castle)
- Кнокеліш-форт (англ. Knockalish Fort)
- Крайн (англ. Castle Crine)
- Кастелфергус-хаус (англ. Castlefergus House)
- Краггауновен (англ. Craggaunowen Castle)
- Ліманех (англ. Lemaneagh Castle)
- Міллтаун (англ. Milltown Castle)
- Мохер (англ. Moher Castle)
- Мохер-тауер (англ. Moher Tower)
- Ньютаун (англ. Newtown Castle)
- О'Браєн-тауер (англ. O'Brien's Tower)
- О'Ді (англ. O'Dea Castle)
- Томгрейні (англ. Tuamgraney Castle)
- Тіробаннан (англ. Teerobannan Castle)
- Тромра (англ. Tromra Castle)
- Талла-форт (англ. Tullagh Fort)
- Тіредах (англ. Tyredagh Castle)
- Фрег (англ. Freagh Castle)

## Корк
- Агаврін-Хаус (англ. Aghavrin House Castle)
- Агамарта (англ. Aghamarta Castle)
- Агамайла (англ. Aghamhaoila Castle)
- Баллеа (англ. Ballea Castle)
- Баллінакарріга (англ. Ballinacarriga Castle)
- Баллінколліг (англ. Ballincollig Castle)
- Баллінтотіс (англ. Ballintotis Castle)
- Баллібег (англ. Ballybeg Castle)
- Балліклог (англ. Ballyclogh Castle)
- Баллігулі (англ. Ballyhooly Castle)
- Баллімалоу (англ. Ballymaloe Castle)
- Баллінамона (англ. Ballynamona Castle)
- Балліроберт (англ. Ballyrobert Castle)
- Барріскорт (англ. Barryscourt Castle)
- Баттевант (англ. Buttevant Castle)
- Барретт (англ. Castle Barrett)
- Белвеллі (англ. Belvelly Castle)
- Бернард (англ. Castle Bernard)
- Блеквотер (англ. Blackwater Castle)
- Бларні (англ. Blarney Castle)
- Блекрок (англ. Blackrock Castle)
- Вайт (англ. Castle White)
- Варрен (англ. Castle Warren)
- Віденгам (англ. Castle Widenham)
- Воллстаун (англ. Wallstown Castle)
- Гаррівоу (англ. Garryvoe Castle)
- Гленгарріфф (англ. Glengarriff Castle)
- Гортмор (англ. Gortmore Castle)
- Данманус (англ. Dunmanus Castle)
- Десмонд (англ. Desmond Castle)
- Довнін (англ. Castle Downeen)
- Донован (англ. Donovan‘s Castle)
- Девіс (англ. Davis' Castle)
- Девіс Форт (англ. Fort Davis)
- Дріпсі (англ. Dripsey Castle)
- Драйшейн (англ. Drishane Castle)
- Дромаг (англ. Dromagh Castle)
- Дроманін (англ. Dromaneen Castle)
- Дуаррігл (англ. Duarrigle Castle)
- Даналон (англ. Dunalong Castle)
- Данасід (англ. Dunasead Castle)
- Данбой (англ. Dunboy Castle)
- Дандарірк (англ. Dundareirke Castle)
- Данлог (англ. Dunlough Castle)
- Данмагон (англ. Dunmahon Castle)
- Дунманус (англ. Dunmanus Castle)
- Енчікренах (англ. Enchicrenagh Castle)
- Евстейс (англ. Eustace’s Castle)
- Іхтермуррах (англ. Ightermurragh Castle)
- Кантурк (англ. Kanturk Castle)
- Каррігакунна (англ. Carrigacunna Castle)
- Каррігадрогід (англ. Carrigadrohid Castle)
- Каррігнамук (англ. Carrignamuck Castle)
- Каррігагнасс (англ. Carriganass Castle)
- Каррігафука (англ. Carrigaphooca Castle)
- Каррігбой (англ. Carrigboy Castle)
- Каррігнакурра (англ. Carrignacurra Castle)
- Каррікроган (англ. Carrigrohane Castle)
- Кастелмартір (англ. Castlemartyr)
- Кастлмінстерс (англ. Castleminsters)
- Кастлсаффрон (англ. Castlesaffron)
- Кілболейн (англ. Kilbolane Castle)
- Кілбрітайн (англ. Kilbrittain Castle)
- Кілгоббін (англ. Kilgobbin Castle)
- Кілкаскан (англ. Kilcaskan Castle)
- Кілкоу (англ. Kilkoe castle)
- Кілкор (англ. Kilcor Castle)
- Кілкреа (англ. Kilcrea Castle)
- Кілнаннан (англ. Kilnannan Castle)
- Кілбріттайн (англ. Kilbrittain Castle)
- Конна (англ. Conna Castle)
- Коннах (англ. Connagh Castle)
- Кулмайн (англ. Coolmaine Castle)
- Коппінгерстаун (англ. Coppingerstown Castle)
- Коппінгерс Корт (англ. Coppingers Court)
- Кор (англ. Cor Castle)
- Крех (англ. Creagh Castle)
- Крегг (англ. Cregg Castle)
- Кровлі (англ. Crowley Castle)
- Крук (англ. Crooke's Castle)
- Кук (англ. Castle Cooke)
- Логорт (англ. Lohort Castle)
- Лумбардс (англ. Lumbard´s Castle)
- Макрум (англ. Macroom Castle)
- Маллоу (англ. Mallow Castle)
- Мері (англ. Castle Mary)
- Міллтаун (англ. Milltown Castle)
- Містлітоу (англ. Mistletoe Castle)
- Мітчелстаун (англ. Mitchelstown Castle)
- Могілі (англ. Mogeely Castle)
- Монанімі (англ. Monanimy Castle)
- Монкстаун (англ. Monkstown Castle)
- Маунтлонг (англ. Mountlong Castle)
- Парк (англ. Castle Park)
- Пук (англ. Castle Pook)
- Рахберрі (англ. Rathberry Castle)
- Рінгроун (англ. Ringrone Castle)
- Ростеллан (англ. Rostellan Castle)
- Рікстон (англ. Castle Wrixon)
- Річард (англ. Castle Richard)
- Рінгаскіді (англ. Castle Ringaskidy)
- Салем (англ. Salem Castle)
- Сіддонс-тауер (англ. Siddon's Tower)
- Тайнтс (англ. Tyntes Castle)
- Таунсенд (англ. Castle Townsend)
- Треже (англ. Castle Treasure)
- Фрек (англ. Freke Castle)

## Лаут
- Арді (англ. Ardee Castle)
- Барміт (англ. Barmeath Castle)
- Беллінгам (англ. Castle Bellingham)
- Гетчс (англ. Hatch's Castle)
- Давер (англ. Darver Castle)
- Кастлтаун (англ. Castletown Castle)
- Кастлтаун-Хаус (англ. Castletown House Castle)
- Кнокеббі (англ. Knockabbey Castle)
- Короля Джона (англ. King John's Castle)
- Мінт (англ. The Mint Castle)
- Роуч (англ. Castle Roche)
- Смармор (англ. Smarmore Castle)
- Таффе (англ. Taaffe Castle)
- Термонфекін (англ. Termonfekin Castle)

## Леїш
- Баллагмор (англ. Ballaghmore Castle)
- Балліадамс (англ. Ballyadams Castle)
- Гортнаклеа (англ. Gortnaclea Castle)
- Данемейс (англ. Dunamase Castle)
- Дарроу (англ. Castle Durrow)
- Каллахіл (англ. Cullahil Castle)
- Шрул (англ. Shrule Castle)

## Літрім
- Дромахар (англ. Dromahair Castle)
- Лау-Рінн (англ. Lough Rynn Castle)
- Маноргамільтон (англ. Manorhamilton Castle)
- Паркс (англ. Parkes Castle)

## Лімерік
- Адер (англ. Adare Castle)
- Баллігреннан (англ. Ballygrennan Castle)
- Бех (англ. Beagh Castle)
- Боурчірс (англ. Bourchier's Castle)
- Вільямстоун (англ. Williamstown Castle)
- Десмонд (англ. Desmond Castle)
- Дромор (англ. Dromore Castle)
- Ешкітон (англ. Ashkeaton Castle)
- Каррігогуннелл (англ. Carrigogunnell Castle)
- Короля Джона (англ. King John's Castle)
- Крум (англ. Croom Castle)
- Ліснакулліа (англ. Lisnacullia Castle)
- Матрікс (англ. Castle Matrix)
- Новий Глін (англ. Glin Castle)
- Олівер (англ. Castle Oliver)
- Рокстоун (англ. Rockstown Castle)
- Спрінгфілд (англ. Springfield Castle)
- Старий Глін (англ. Glin Castle (Old))
- Трой (англ. Castle Troy)
- Чорний (англ. Black Castle)

## Лонгфорд
- Мойдоу (англ. Moydow Castle)
- Форбс (англ. Castle Forbes)

## Мейо
- Агалард (англ. Aghalard Castle)
- Баллілаган (англ. Ballylahan Castle)
- Вестпорт-Хаус (англ. Westport House Castle)
- Гленкастл (англ. Glencastle)
- Кагердуфф (англ. Caherduff Castle)
- Карріккілдавнет (англ. Carrickkildavnet Castle)
- Карра (англ. Castle Carra)
- Грануайл (англ. Granuaile's Castle)
- Дун (англ. Doon Castle)
- Кінлух (англ. Kinlough Castle)
- Раппа (англ. Rappa Castle)
- Рокфліт (англ. Rockfleet Castle)
- Шрул (англ. Shrule Castle)

## Міт
- Атламні (англ. Athlumney Castle)
- Данган-Саммерхілл (англ. Dangan Castle (Summerhill))
- Дансані (англ. Dunsany Castle)
- Даргамстоун (англ. Durhamstown Castle)
- Донор (англ. Donore Castle)
- Кіллін (англ. Killeen Castle)
- Лінча-Саммерхілл (англ. Lynches Castle (Summerhill))
- Скрайн (англ. Skryne Castle)
- Слейн (англ. Slane Castle)
- Тара (англ. Tara)
- Трім (англ. Trim Castle)
- Чорний (Міт) (англ. The Black Castle)

## Монахан
- Гоуп (англ. Hope Castle)
- Леслі (англ. Castle Leslie)
- Россмор (англ. Rossmore Castle)

## Оффалі
- Баллікован (англ. Ballycowan Castle)
- Бірр (англ. Birr Castle)
- Бланделл (англ. Blundell Castle)
- Гредж (англ. Grange Castle)
- Дун (Оффалі) (англ. Doon Castle)
- Кінніті (англ. Kinnity Castle)
- Клара (англ. Clara Castle)
- Клоган (Оффалі) (англ. Cloghan Castle)
- Клонмакнойс (англ. Clonmacnoise Castle)
- Клононі (англ. Clonony Castle)
- Ліп (англ. Leap Castle)
- Срах (англ. Sragh Castle)
- Чарлвілл (англ. Charleville Castle)

## Роскоммон
- Баллінтобер (англ. Ballintober Castle)
- Донамон (англ. Donamon Castle)
- Кастлкут (англ. Castlecoote)
- Кілронан (англ. Kilronan Castle)
- МакДермота (англ. MacDermott's Castle)
- Роскоммон (англ. Roscommon Castle)
- Святого Джона (англ. St. John's Castle)
- Сампсон (англ. Castle Sampson)

## Слайго
- Ардтермон (англ. Ardtermon Castle)
- Баллінафад (англ. Ballinafad Castle)
- Баллімот (англ. Ballymote Castle)
- Баллінахо (англ. Ballynahow Castle)
- Маркрі (англ. Markree Castle)
- Мойгара (англ. Moygara Castle)
- Рослі (англ. Roslee Castle)
- Темпл-Хаус (англ. Temple House Castle)

## Тіпперері
- Аннамідл (англ. Annameadle Castle)
- Ардфіннан (англ. Ardfinnan Castle)
- Балліквірк (англ. Ballyquirk Castle)
- Баллінахо (англ. Ballynahow Castle)
- Баллішіді (англ. Ballysheedy Castle)
- Кейр (англ. Cahir Castle)
- Керрігін (англ. Carrigeen Castle)
- Кілкаш (англ. Kilcash Castle)
- Кіллахара (англ. Killahara Castle)
- Кіллахі (англ. Killaghy Castle)
- Кнокграффан (англ. Knockgraffan Castle)
- Кранах (англ. Cranagh Castle)
- Лішін (англ. Lisheen Castle)
- Лоухмоу (англ. Loughmoe Castle)
- Мурстоун (англ. Moorstown Castle)
- Ніна (англ. Nenagh Castle)
- Редвуд (англ. Redwood Castle)
- Роскреа (англ. Roscrea Castle)
- Ормонд (англ. Ormonde Castle)
- Скеля Кашел (англ. Rock of Cashel)
- Слевойр (англ. Slevoyre House)
- Фарні (англ. Farney Castle)
- Фогарті (англ. Castle Fogarty)
- Шанбаллі (англ. Shanbally Castle)

## Вотерфорд
- Баллігіні (англ. Ballyheeny Castle)
- Балліканван (англ. Ballycanvan Castle)
- Барнакіл (англ. Barnakile Castle)
- Балліклогі (англ. Ballyclohy Castle)
- Баллімаклоуд (англ. Ballymaclode Castle)
- Вотерфорд (англ. Waterford Castle)
- Гартін де ла Пер (англ. Castle Gurteen de la Poer)
- Глен (англ. Glen Castle)
- Грінан (англ. Greenan Castle)
- Деррінлаур (англ. Derrinlaur Castle)
- Дангарван (англ. Dungarvan Castle)
- Дангілл (англ. Dunhill Castle)
- Данмор Східний (англ. Dunmore East Castle)
- Карроункешлейн (англ. Carrowncashlane Castle)
- Кілмеден (англ. Kilmeaden Castle)
- Кінкор (англ. Kincor Castle)
- Клонеа (англ. Clonea Castle)
- Кулнамак (англ. Coolnamuck Castle)
- Крук (англ. Crooke Castle)
- Куллен (англ. Cullen Castle)
- Лісмор (англ. Lismore Castle)
- Лоудегін (англ. Loughdeheen Castle)
- МакГраха (англ. MacGrath's Castle)
- Маунтайн (англ. Mountain Castle)
- Рахгормак (англ. Rathgormuck Castle)
- Реджінальда (англ. Reginald's Tower)
- Рокетс (англ. Rockett's Castle)
- Следі (англ. Sleady Castle)
- Странколлі (англ. Strancally Castle)
- Файхлегг (англ. Faithlegg Castle)
- Федданс (англ. Feddans Castle)
- Фокса (англ. Fox's Castle)